# イスタンブール
イスタンブール（トルコ語: İstanbul [isˈtanbuɫ] ( 音声ファイル)、英語: Istanbul [ˌɪstænˈbuːl]、ラテン語: Constantinopolis コンスタンティーノポリス、ギリシア語: Κωνσταντινούπολις コーンスタンティヌーポリス /現代ギリシア語 Κωνσταντινούπολη コンスタンディヌーポリ）は、トルコ最大の都市であり、経済・文化・歴史の中心地。ヨーロッパ有数の世界都市。トルコ語の発音に即して「イスタンブル」と表記される場合もある。

## 概要

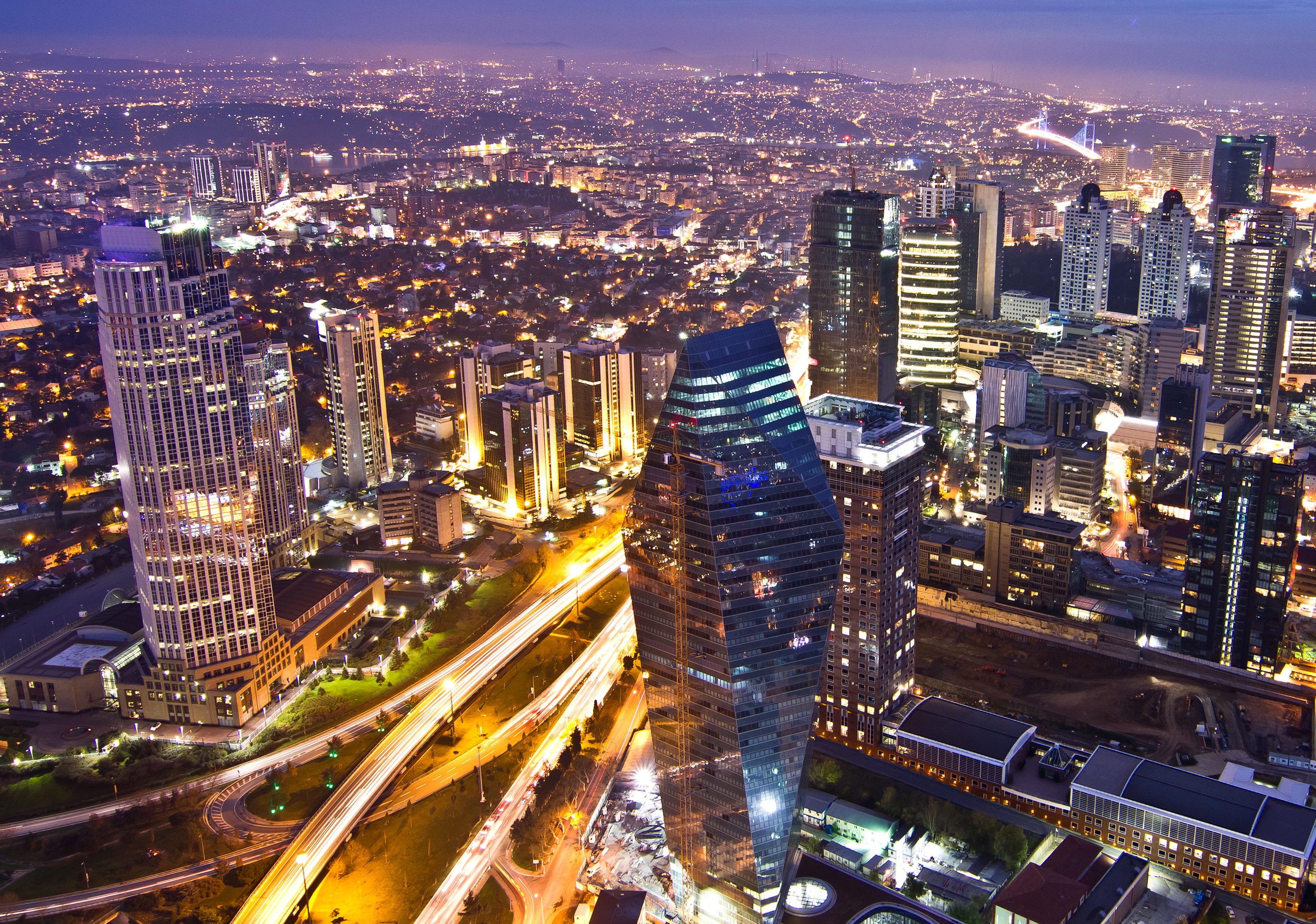
イスタンブールCBD（レヴェント）の夜景

イスタンブールの人口は1,410万人を擁しバルカン半島では最大、ヨーロッパでも最大規模の都市圏 (en) の一つで、イスタンブール市域の人口は世界の大都市の市域人口の上位に含まれている。イスタンブールはトルコに16ある大都市自治体（トルコ語: büyükşehir）の1つで5343平方kmの広大なエリアはイスタンブール県と同一の広がりを持ち、イスタンブールは同県の県都である。同都市はトルコ北西部に位置し、マルマラ海と黒海を結ぶ世界でも最も混雑する航路の一つであるボスポラス海峡を挟んで大陸間に跨った都市である。市域はボスポラス海峡を挟んで東のアジア（アナトリア半島）側と西のヨーロッパ（トラキア地方）側両方に拡がり、西側の市域は金角湾で南北に分かれる。2大陸にまたがる大都市であり、アジアの最も西にある都市でもある。商業や歴史の中心はヨーロッパ側に広がり、住民の3分の1はアジア側に居住している。
サライブルヌの岬に紀元前660年にビュザンティオンとして創建され、現在では歴史上最も重要な都市の一つとしてイスタンブールは知られている。330年にコンスタンティノープルとして再建されて以降およそ16世紀の間、ローマ帝国（330年 - 395年）、ビザンティン（395年 - 1204年、1261年 - 1453年）、ラテン帝国（1204年 - 1261年）、オスマン帝国（1453年 - 1922年） と4つの帝国の首都であった。1453年にオスマン帝国により都市が征服されコンスタンティノープルの陥落が起こる以前のローマやビザンティンの時代はキリスト教発展の要であったが、征服後はイスラム教の中心やオスマンのカリフの中心に変わった。1923年にトルコ共和国がアンカラを新しい首都に制定したが、宮殿や帝国のモスクは今でもイスタンブールの丘に見ることができ、イスタンブールの以前の中心的な役割を想起させる遺産となっている。イスタンブールは歴史上重要なシルクロードに沿った戦略的な場所に位置する。ヨーロッパ＝アナトリア間の鉄道網（オリエンタル鉄道・トルコ国鉄）と黒海・地中海を結ぶ唯一の航路がイスタンブールで交わっている。アナトリア中から移住者がイスタンブールやその周辺に集まって居住地が広まり、1950年代以来人口は10倍に増加している。20世紀後半には芸術祭が確立し、その間にインフラが改善され複合的な交通網が整備されていった。
欧州文化首都であった2010年にはイスタンブールに約700万人の海外からの観光客が訪れ、世界で10番目に最もポピュラーな観光地であった。イスタンブールの最大の呼び物は今でも残されている歴史の中心で、部分的にユネスコの世界遺産に登録されているが、文化やエンタテインメントの中心は市内の天然の良港であるベイオール地区の金角湾周辺に見られる。イスタンブールは世界都市と見なされ、多くのトルコの企業やメディアの拠点があり、トルコの国内総生産の4分の1以上を占めている。アメリカのシンクタンクが2017年に発表した総合的な世界都市ランキングにおいて、世界25位の都市と評価された。新しい活力と急速な経済成長にオリンピックを利用することを希望しイスタンブールは2020年夏季オリンピックの招致活動 (en) を行っていた。

## 呼称
古代のビュザンティオン（ビザンティオン）、コンスタンティノポリス（コンスタンティノープル）と同じ街である。最初に知られている都市の名称はビュザンティオン（ギリシア語 Byzántion）またはビザンティウム（ラテン語 Byzantium）でこの名称は紀元前660年頃に植民都市を創建したビザスの名が元になっている。コンスタンティヌス1世の後、新しいローマ帝国の東の首都を330年に創建し都市は「コンスタンティヌスの都市」を意味するコンスタンティノポリス Constantinopolis（コンスタンティノープル Constantinople）と名付けられ、広く知られる名称となった。ギリシア語では現在、Κωνσταντινούπολη （コンスタンディヌーポリ）と呼ばれている。ラテン語由来の名であるコンスタンティノポリスに基くが、綴りに若干の変化があり、読みも現代ギリシャ語のものとなっている。コンスタンティヌスは「新ローマ」を意味する Nea Roma の名称を広めようとしたが、これは広く使われることはなかった。
コンスタンティノープルの名称は西洋ではトルコ共和国が建国されるまで最も広く使われた名称で、オスマン語ではコスタンティニイェ Kostantiniyye (オスマン語: قسطنطينيه) といい、オスマン支配期に主に使われた名称である。それにもかかわらずオスマン時代の都市を言い表す時、コンスタンティノープル Constantinople を使うことは今では歴史的には間違っていなくても政治的には正しくないとトルコ人により見なされている。19世紀には都市の名称は外国人やトルコ人のいずれかによりいくつかのものが使われていた。ヨーロッパ人はコンスタンティノープルを市内全てを対象として言い表すのに使っていたが、スタンブール Stamboul の名はトルコ人により使われており、金角湾とマルマラ海の間の城壁で囲まれた半島を言い表していた。ペラ Pera（ギリシャ語では「横切って」などの意味）は金角湾とボスポラス海峡の間を言い表すのに使われていたがトルコ人はベイオールを使っており今日でも使われている。
「イスラムの街」や「イスラムで満たされた」を意味するイスラムボル Islambol は時折イスタンブールを表す口語として使われ、オスマンが硬貨の一部にも刻印されているが、これが現代の名称であるイスタンブールの前の名称であることは誤りで、イスラムボルの以前から存在しており、オスマンやムスリムにより都市が攻略される以前から用いられていた。
イスタンブール İstanbul（トルコ語発音: [isˈtanbuɫ] 口語では [ɯsˈtambuɫ]）の語源は一説に中世ギリシャ語の表現である "εἰς τὴν Πόλιν"（発音 [is tin ˈpolin]）からで「都市で」や「都市に」を意味する。これは当時、イスタンブール周辺部では唯一の大都市の地位を反映し、現代の人々が近くの都市の中心を「都心」"the City"と称するのと同じである。他のものではコンスタンティノープル Constantinople から進化し第一音節と第三音節が省略されたと言う見方もある。
現代のトルコ語ではイスタンブールの表記は İstanbul でドットが付いた İ が使われ、トルコ語のアルファベットではドットの有無が区別される。また英語では第一音節の (Is) に強勢が置かれるが、トルコ語では第二音節の (tan) に置かれる。
イスタンブール İstanbul は単独の都市の名称として1930年に公式に採用された。イスタンブール出身者は İstanbullu（複数では İstanbullular）だが英語ではイスタンブライト Istanbulite が使われている。

### リゴス
ガイウス・プリニウス・セクンドゥスによれば、ビュザンティオンの最初の名称はリゴス Lygos であったとされる。これはおそらく、半島近くの後に都市となる場所に位置したトラキア人の集落の名称かもしれない。（サライブルヌ）

### ビュザンティオン
ビュザンティオン Byzantion (Βυζάντιον)、ラテン語化された名称ではビザンティウム Byzantium は紀元前667年にメガラからの入植者により創建された。名称自体はトラキア人かイリュリア人に由来すると考えられ、ギリシャ人の入植よりも前に遡る。おそらく、トラキア人かイリュリア人の個人名であったビュザスByzasから来ており:352ff、古代ギリシャの伝説ではメガラの入植者のリーダーで都市の名称の由来で創建者である伝説上の王を示している。ずっと後にはビュザンティオン Byzantium の名称は、西洋ではその首都であった東ローマ帝国を言い表す名称として一般化した。この使い方を取り入れたのはドイツ人の歴史家ヒエロニュムス・ウルフで帝国が消滅した1世紀後のことである。帝国が存在した期間、ビュザンティオンの使われ方は帝国そのものよりも街自体に限られていた。

### アウグスタ・アントニーナ
アウグスタ・アントニーナ Augusta Antonina の名称は3世紀の短期間、街の名称として使われていた。この名称はローマ皇帝セプティミウス・セウェルス（統治：193年 - 211年）により、息子（次代皇帝）のマルクス・アウレリウス・アントニヌス・カエサル（カラカラ）に因んで命名されている。

### 新ローマ
コンスタンティヌス1世は330年5月11日に新しいローマ帝国の東の首都を創建する前に、ローマを部分的に手本とし街を根本的に建て直すとてつもないスケールの大きな建設計画を着手した。この期間の名称には新や第二のローマを意味する ἡ Νέα, δευτέρα Ῥώμηやローマを愛するAlma Roma Ἄλμα Ῥώμα, Βυζαντιάς Ῥώμη, ἑῴα Ῥώμη、東のローマ、ローマ・コンスタンティノポリターナなどがあった:354。
新ローマの用法はギリシャ人の作家により使われた時には元のローマとのライバル関係を強調する特に東西教会の分裂の文脈に向いて行った。新ローマは今でも公式にコンスタンディヌーポリ総主教庁の肩書きの一部である。

### コンスタンティノープル
コンスタンティノープル Constantinople（コンスタンティヌスの都市）の名称はコンスタンティヌス1世の名誉からすぐにより広く知られるようになった。ギリシャ語の語形では Κωνσταντινούπολις、ラテン語の語形では Constantinopolis であった。最初に公式に使われたのはテオドシウス2世（統治：408年 - 450年）統治下であったことが実証されている。主要な公式名称としてビザンティン時代を通して残り、20世紀初期まで西洋では一般的な名称として使われていた。コスタンティニエ Kostantiniyye の異なった形も含めオスマン帝国でもトルコ共和国の出現まで使われていた。

### 他のビザンティンの名称
コンスタンティノープル Constantinople の他にもビザンティンは幅広い名誉ある名称で呼ばれ、「都市の女王」(Βασιλὶς τῶν πόλεων) と呼ばれることもあった。しかし、一般的な話し言葉では最も広く使われる言い方は単に都市や都会を意味するポリス ἡ Πόλις（現代のギリシャ語ではη Πόλη）である。この使われ方は今日でも口語のギリシャ語やアルメニア語（Պոլիս、西アルメニア方言でボリス）の語法で後のトルコ名であるイスタンブールの元の一つでもある。

### イスタンブール・コスタンティニエ
現代のトルコ語の名称はイスタンブール İstanbul（発音 [isˈtanbuɫ]）であるが、これは10世紀以来のものでトルコの典拠によれば表現の幅があるが最初にアルメニア語やアラビア語で実証されている。これはギリシャ語の語形 "εις την Πόλιν" または "στην Πόλη" [istimbolin]「街へ」、「街で」、"εἰς τὴν Πόλιν", "(is) stin polin"（イス・ティン・ポリン「都市に、町へ」）から取られ、それ故これを基本にギリシャ語の用法では単に「都市」や「街」と呼んでいる。冠詞の一部分や他の接辞のギリシャ語の地名への結合はオスマン期以前では一般的なもので、ナヴァリノの代わりにアヴァリノ、サティネスの代わりアティネスなどがある。
似たような例には現代のトルコの地名でギリシャ語由来のものにはイズミットなどがあり、初期にはイズニクミット  İznikmit でニコメディアから、イズニクはギリシャのニカエア Nicaea、サムスン (s'Amison = "se + Amisos")、İstanköy はギリシャの島コス島などがある。語頭のiの起こりはこれらの名称の古いギリシャ語の語形の一部を is- と一緒に反映しているか、部分的に第二の音挿入により、トルコ語の音素配列構造を成している。İstanbul は1453年の征服前でさえ普通の話し言葉では一般的な名称であったが、オスマンの当局はコスタンティニエ Kostantiniyye など他の名称の公式の使用を特定の状況で好んでいた。故に Kostantiniyye は硬貨の鋳造に17世紀後半使われ、19世紀に再び使われている。
コスタンティニエ Kostantiniyye（القسطنطينية al-Qusṭanṭiniyah クスタンティニーヤ、オスマン語: قسطنطينيه Kostantiniyye コスタンティニエ）の名称はイスラム世界で知られるようになった名称である。トルコ人に先立ってコンスタンティノポリスに接触したイスラム教徒たちの書いた史料では、9世紀にはこの街の名称であった。これは、アラビア語のコンスタンティノープル Constantinople の語形の翻訳借用でギリシャ語要素の -polis の代わりにアラビア語で「-の場所」を意味する語を最後に当てている。オスマンにより攻略された1453年以降、オスマン帝国では一番使われた公式名称で、帝国が崩壊する1923年までのほとんどの期間使われていた。しかしながら、いくつかの時期にオスマンの権力者は他の名称を好んだ。オスマンの役所や裁判所では Kostantiniyye を be-Makam-ı Darü's-Saltanat-ı Kostantiniyyetü'l-Mahrusâtü'l-Mahmiyye のような正式な文書で元の場所を表現する複雑なやり方の一部として使っていた。19世紀、トルコの本の印刷では外国でコンスタンティノープルを使うのとは対照的に使われていたが、同時期にイスタンブールは公用語の一部としてオスマンの軍隊の高官 (İstanbul ağası) や都市の身分の高い行政官 (İstanbul efendisi) の肩書きの一部に使われていた。
イスタンブール İstanbul や同じ名称の他のいくつかの異なった表現の名称も幅広くオスマンの文学や詩で使われた。
1923年のトルコ共和国の建国後はイスタンブール以外の別の名称はトルコ語では使われなくなり、1930年3月28日のトルコの郵便法ではトルコ当局は外国人に公式にこれまでの伝統的なトルコ語以外での名称（コンスタンティノープルやツァーリグラードなど）で街を言い表すの止める他、自分たちの言語でもイスタンブールを唯一の都市の名称として取り入れるよう求めた。手紙や小包をイスタンブール "Istanbul" ではなくコンスタンティノープル "Constantinople" で送るとトルコの郵便当局により配達されることはなく、このことは世界的に新しい名称の施策が広まることに貢献した。

### スタンボウル
スタンボウル Stamboul やスタンブル Stambul はイスタンブール İstanbul の語形の変種で、イスタンブールのようにそれ自体の語形の頭に i- は無く、中世初期には最初に10世紀のアラビア語の典拠に実証され、アルメニア語では12世紀にはそうであった。いくつかの初期の典拠にはギリシャ語の Poli (n) を元に同様な Bulin の短い表現も単独で前述の文が無く実証されている。この表現は現代のアルメニア語でも生きている。
スタンボウル Stamboul は西洋の言葉でイスタンブールと同様に1930年代の新しいトルコの語形に置き換わるまで使われていた。19世紀から20世紀初期、西ヨーロッパやアメリカの典拠では良くコンスタンティノープル Constantinople は大都市全体を言い表すのに使われていたが、スタンボウル Stamboul は中心部の歴史的な半島部分を言い表すのに用いられ、ビザンティン時代の城壁の内側 (Theodosian) を指していた。

### イスラームボル
イスラームボル Islambol（多くのイスラム）やイスラムブル Islambul（イスラムの発見）はイスタンブール Istanbul へオスマンが1453年に攻略し新しいイスラムのオスマン帝国の首都しての役割を表現するため作られた民間語源の適応であった。イスラーム・ブール（「イスラムの地」という意味）を語源に想定する説もある。最初に実証されたのは攻略直後で、現代の一部の作家たちはメフメト2世自身が付けたものとしている。いくつかの17世紀のオスマンの典拠では、最も目立つものでエヴリヤ・チェレビが、当時の一般的なトルコでの名称として表現している。17世紀から18世紀、これは公式に使われていた。最初に使われた語は "Islambol" でアフメト3世の時代の1703年、貨幣の鋳造に使われた。

### 他のオスマンでの名称
オスマンと同時代の外国の人々は特に外交書簡でオスマン帝国の政府を特定の敬語で表現し、以下のようなものが含まれていた。
- Dersaadet（در سعادت『歓喜の門』）
- Derâliye（در عاليه『崇高な戸』）Der はペルシャ語で戸に当たる語。
- Bâb-ı Âlî（باب العالی『荘厳な朝廷』）Bab はアラビア語で戸に当たる語。
- Pâyitaht（پایتخت『王座の中心』）ペルシャ語で首都。
- Asitane（آستانه）ペルシャ語からでスルタンの宮居又はオスマン帝国の中心の意味。（アラビア語: الأستانة）Āstāne-ye Sa‘ādat/Asitane-i Saadet（「幸福の宮居」）[注釈 3]

歓喜の門、崇高な戸、荘厳な朝廷は文字通りオスマンのスルタン宮殿であったトプカプ宮殿でそこに位置した朝廷、それ故イギリスのホワイトホールや日本の霞が関のようなオスマン帝国中枢を表す換喩であった。
ビザンティン帝国近隣の多くの人々は「大都市」や「皇帝の都市」、「ローマの首都」と言った概念の表現を使っていた。10世紀から12世紀の間、コンスタンティノープルは世界ではバグダードと並ぶ2つの大都市のうちの1つであった。

### 古ノルド語
中世のヴァイキングは東ヨーロッパでの拡大を通してヴァリャーグなどでビザンティン帝国との接点があり、古ノルド語ではミクラガルズ Miklagarðr（mikill は「大きな」や「偉大な」、garðr は「街」）、後にミクラガード Miklagard を使っていた。今日でもこの語はアイスランド語のミクリガルドゥール Mikligarður やフェロー語のミクラガルドゥール Miklagarður の語に残っている。

### スラヴ諸語
スラヴ語派 では皇帝の都を意味するツァリグラド Tsarigrad・Carigrad の名称で呼ばれ、スラヴ語派の単語 tsar はカエサルや君主（王）と grad（都市）から来ている。キリル文字では Царьград で、これはおそらくギリシャ語の「皇帝の街」を意味する Βασιλέως Πόλις (Vasileos Polis) などからの翻訳借用である。この言い方は今でも時折、ブルガリア語で使われ一方でセルビア・クロアチア語やロシア語、マケドニア語では懐古的である。セルビア・クロアチア語ではビザンティンやオスマン帝国の歴史的な首都を言う場合は今でも使われている。スロベニア語では Carigrad が現代の都市の別の名称で使われている。チェコ語など西スラヴ語群ではツァーリフラッド Cařihrad が19世紀まで使われていたが今では稀である。また、ルーマニアでは旧ルーマニア語の「皇帝の街」または「シーザー」を意味するツァリグラードŢarigrad と呼ばれ、1453年までコンスタンティノープルが東ローマ帝国の住居であったことを示している。旧ルーマニア語のTsarigradという名称がスラヴ語派で借用されることになる。

### ペルシャ語・ウルドゥー語・アラビア語
クスタンティニーヤ Kustantiniyyah に並んで、ペルシャ語やウルドゥー語、アラビア語など以外にも他のイスラム世界の言語での呼称は Cesar（皇帝）を元にしたものが使われ、ペルシャ語やウルドゥー語では Kayser-i Zemin やアラビア語では民族名のRum（ローマ人）が、「ローマ人の大きな都市」Rūmiyyat al-kubra、「ローマ人の王座」Takht-e Rumがペルシャ語やウルドゥー語では使われたりする。

### ヘブライ語
ヘブライ語では時折、クシュタンディナ קושטנדינה やクシュタンディナ・ラバティ קושטנדינה רבתי と呼ばれ、文字通り大きなクシュタンディナでまたは略してクシュタ קושטא とも呼ばれ、コンスタンティニエが変化したものである。この使われ方は20世紀初期までユダヤ人の間で一般的であったが現代のイスラエルではこの使われ方はほとんど見られず、ヘブライ語でもトルコ語のイスタンブール איסטנבול が転写されている。

## 歴史

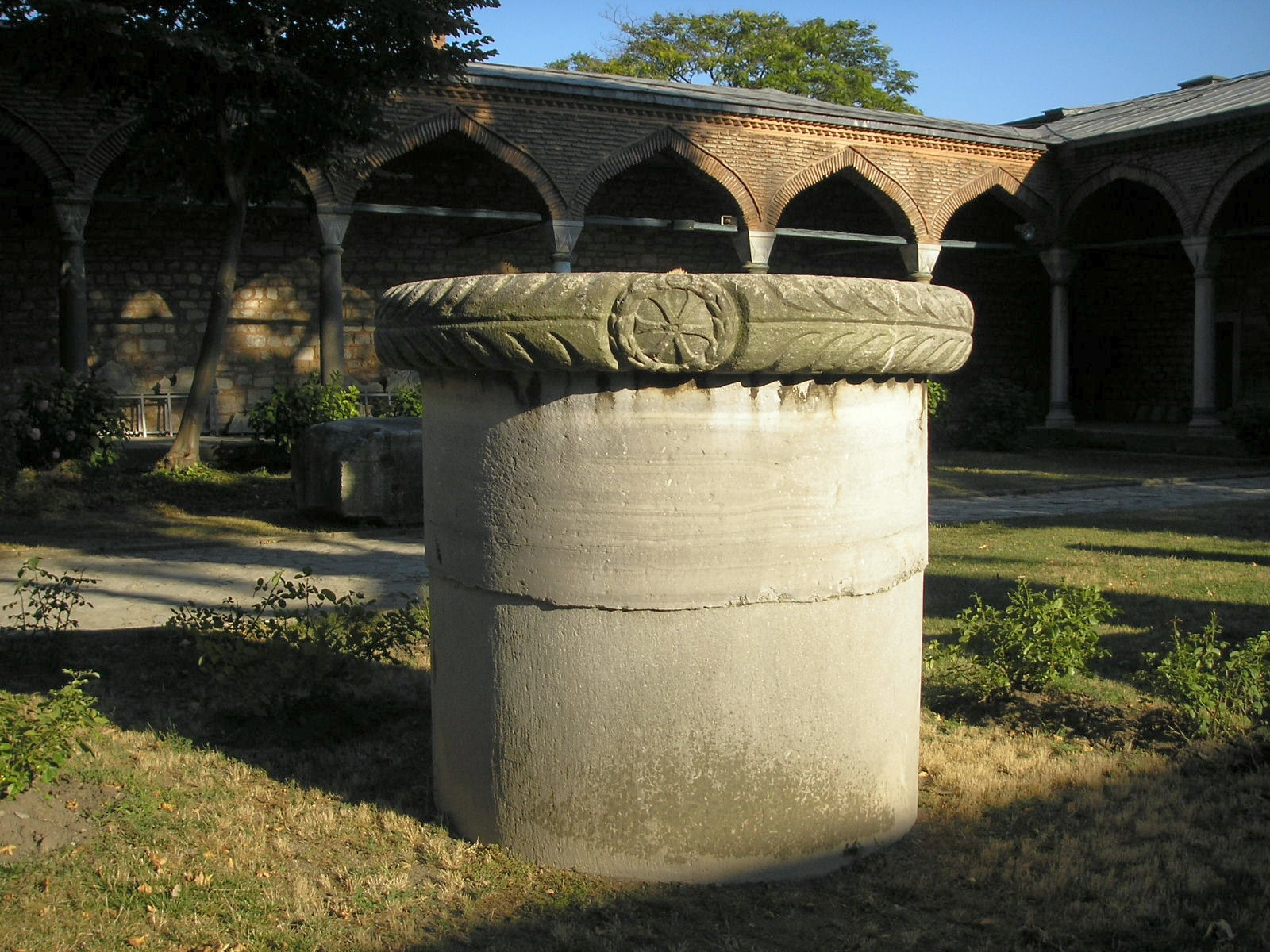
ビザンティオンのアクロポリスで発見された今でも残っているビザンティオンの円柱。現在はトプカプ宮殿の敷地にある。

21世紀初めに考古学者により発見された紀元前7000年に遡る新石器時代の遺物は、イスタンブールの歴史的な半島には以前考えられていたよりも前のボスポラス海峡が形成される以前から人が住んでいたことを示している。
遺物の発見以前はフリギア人を含めトラキア人の部族がサイライブルヌに紀元前6000年後半から住み始めたと言うのが従来の考えである。アジア側の遺物は紀元前4000年に遡る物とされ、カディキョイ地区のフィキルテペ Fikirtepe で発見されている。同じ場所は紀元前1000年初めにはフェニキアの交易地点で、同様に紀元前660年頃に設立されたカルケドンの町があった。
しかしながら、イスタンブールの歴史は一般的に紀元前660年頃にビザス王の下メガラからの入植者が、ボスポラス海峡のヨーロッパ側に植民都市ビザンティオンを創建した時代に遡る。入植者は金角湾に隣接した初期のトラキア人の居住地であった場所にアクロポリスの建設を進め、生まれたばかりの都市の経済に勢いを与えた。ビザンティオンは紀元前5世紀の変わり目に短期間アケメネス朝の支配を経験するが、ギリシャ人はペルシア戦争で取り戻している。都市の開祖はギリシア神話の海神ポセイドンとケロエッサの間に生まれた子ビザスであり、彼は太陽神アポロンの協力を得て彼の名を冠した「ビュザンティオン」を建設したとされ、トラキア人の王による侵略から町を守り、妻ペイダレイアもスキタイの侵攻を防いだとも言われる。ビザンティオンは デロス同盟とその後の第二アテナイ連合の一部であったが、紀元前355年についには独立を得ている。長いローマとの同盟関係の後、ビザンティオンは73年に公式にローマ帝国の一部となった。ビザンティオンのローマ皇帝セプティミウス・セウェルスに対抗する敵対者 (en) ペスケンニウス・ニゲルの支持は大きな代償となり、2年にわたる包囲は都市を荒廃させた。195年に降伏している。
それにもかかわらず、セウェルスは5年後にビザンティオンの再建を始め都市は回復し多くの取引はそれ以前の繁栄を上回った。

### コンスタンティノープルの興亡

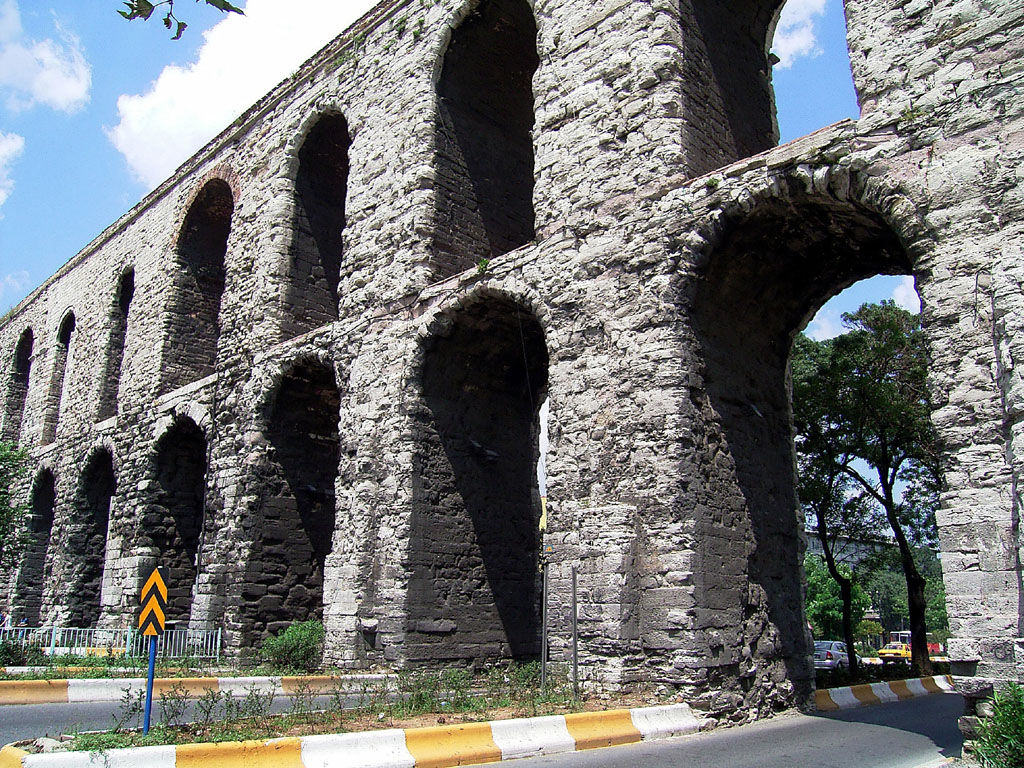
東ローマ帝国時代のヴァレンス水道橋

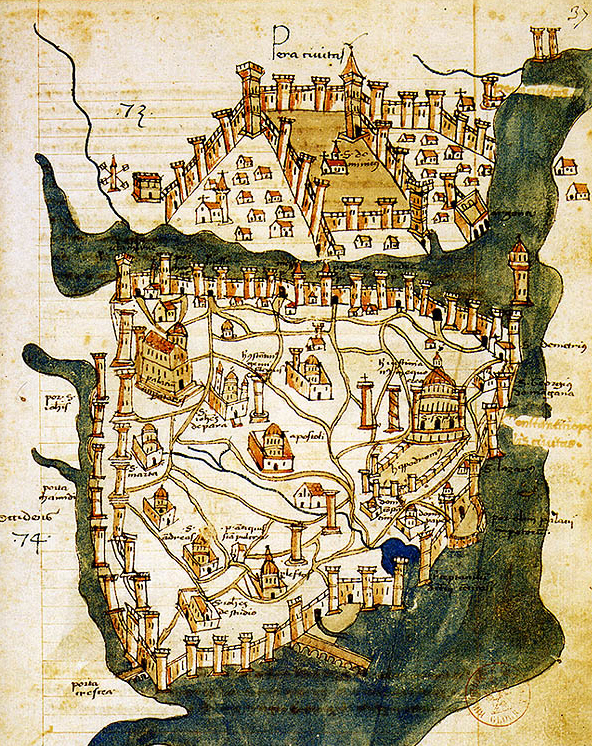
1422年に作られた現存する最古のコンスタンティノープルの地図

コンスタンティヌス1世は324年9月に実質的なローマ帝国全体の皇帝になった。コンスタンティヌスは2ヶ月後に新しいキリスト教の都市にビザンティオンを置き換えるための都市計画を打ち出した。帝国の東の首都として都市は新ローマを意味するネア・ローマNea Roma と名付けられたが、一番単純なコンスタンティノープルの名称が20世紀まで続いた。6年後の330年5月11日にコンスタンティノープルはついにビザンティン帝国や東ローマ帝国の名称で知られる帝国の首都として宣言された。
この遷都にはいくつかの伝説があり、当初コンスタンティヌス1世はトロイに遷都しようと考えていたが夢で神の啓示を受けて変更した、カルケドンを予定し建設工事に取り掛かったが鷲が道具を咥えてビュザンティオンに飛び去った、また夢に現れた老婆が美しい女性に変貌し、このように古い町ビュザンティオンを新生するよう求められたという。また新都の城壁建設にも伝説があり、コンスタンティヌスが自ら槍を手に地面に線を引いて城壁の位置を指示したが、余りにも長く続くので従者が聞くと、コンスタンティヌスは「私の前を歩く御方がお止まりになるまでだ」と答えたという。
コンスタンティノープルの創建はコンスタンティヌスの最も永続的な成果として、ローマの力の東進や街をギリシャ文化やキリスト教の中心にしたことにある。多くの教会が街中に建てられ、その中にはアヤソフィアも含まれ、1000年の間世界最大の大聖堂であり続けた。
コンスタンティヌスにより着手された他の街の改良にはコンスタンティノープル競馬場の大改修や拡張が含まれ、何万もの観衆を収容し競馬場は市民生活の中心となり、5世紀や6世紀にはニカの乱を含め社会不安の出来事の中心であった。
コンスタンティノープルの位置はまたその存在が時の試練に耐えることを確実とした。多くの世紀、城壁や海岸により東やイスラムの進軍する侵略者からヨーロッパを守っていた。中世の大部分の間とビザンティン時代の後半、コンスタンティノープルはヨーロッパ大陸最大で最も裕福な都市で、当時の世界最大の都市であった。
第4回十字軍の後、コンスタンティノープルの衰退が始まり第4回十字軍の間に略奪や占領があった。コンスタンティノープルは後に正教会のビザンティン帝国を置き換えるために、カトリックの十字軍によって作られたラテン帝国の中心となった。しかしながら、ラテン帝国は短命でビザンティン帝国は弱体化しながらも1261年に復活した。コンスタンティノープルの教会や防衛力、基本的な公益事業は荒廃しており、人口は8世紀の50万人から10万人へ減少していた。
アンドロニコス2世によって始められた様々な経済や軍事力の削減などの軍事の政策は、帝国を弱体化させ攻撃に対してより脆弱なままにした。
14世紀半ばオスマン朝 (en) は小さな町や都市を攻略し、コンスタンティノープルへの供給路を断ちゆっくりと締め付ける戦略を始めた。1453年5月29日に8週間にわたる包囲の後、ついにスルターンのメフメト2世はコンスタンティノープルの陥落の勝者になりオスマン帝国の新しい首都として宣言された。この間、ビザンティン帝国最後の皇帝であったコンスタンティノス11世パレオロゴスは殺されている。その後、スルターンはアヤソフィアへ赴きイマームにシャハーダを命じ、壮大な大聖堂は帝国のモスクへと変わった。（トルコやイスラム世界では「イスタンブールの開拓」または「イスタンブールの征服」İstanbul'un Fethi と呼ばれている。）預言者ムハンマドのハディース（言葉）で「コンスタンティンの町」を征服する司令官やその兵士たちが褒められているという伝説があり、歴代のイスラム教司令官がイスタンブールの征服を試みた。674年から678年に、ウマイヤ朝初代のカリフ、ムアーウィヤ時代から1453年にオスマン帝国のメフメト2世までの間、イスラム教司令官により計15回の包囲が行われた。1453年にこの町を征服したオスマン帝国のメフメト2世はただちにエディルネから遷都し、イスタンブールは引き続き東地中海を支配する帝国の首都となった。

### オスマン朝の時代

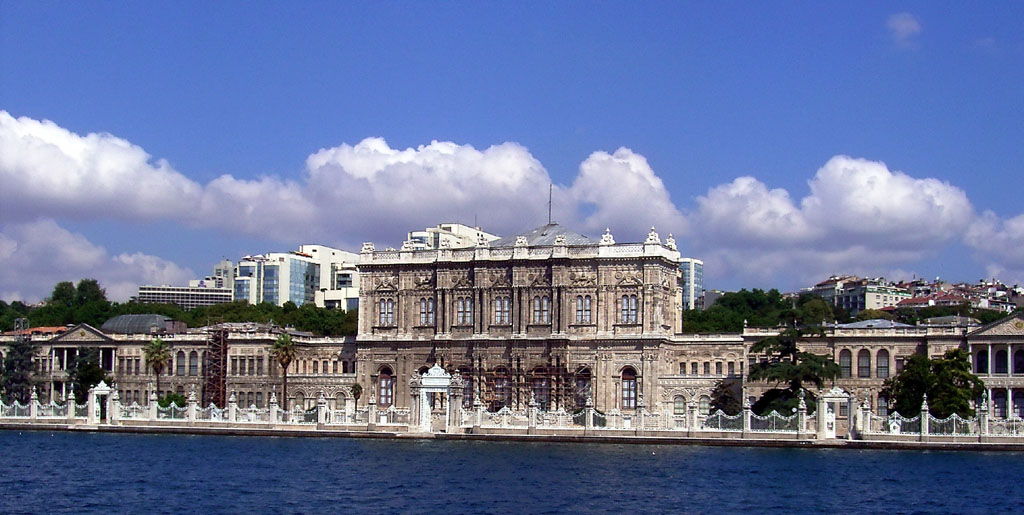
ドルマバフチェ宮殿

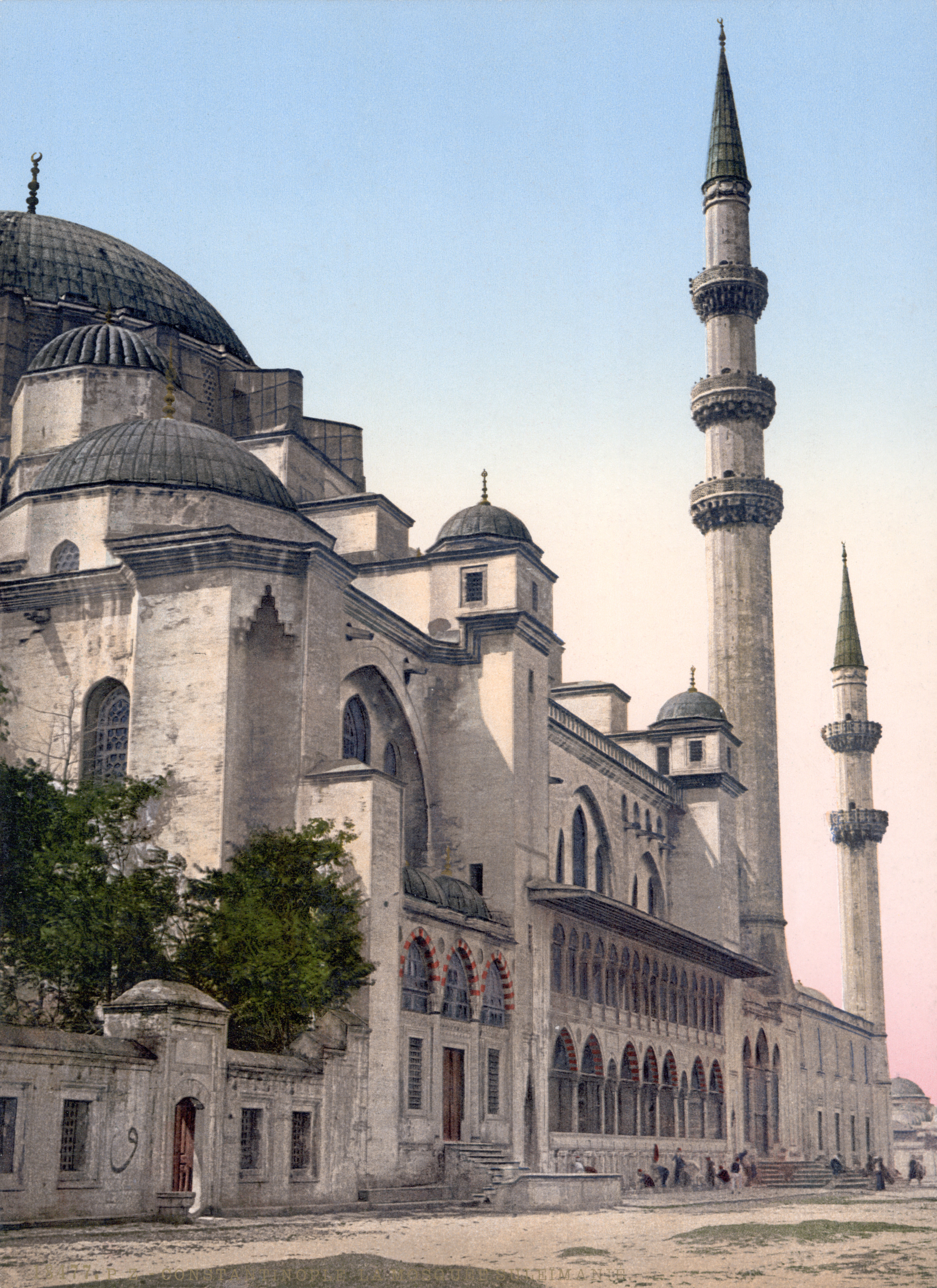
スレイマニエ・モスクはミマール・スィナンが携わったイスタンブールのモスクのうちの一つ。

コンスタンティノープルの陥落後、メフメト2世は直ちに街を復興するために試みた。モスクと病院、学校などを組み合わせた複合施設群を設立し、ローマ帝国の引いた水道（ローマ水道）を補修し、後のグランドバザールの前身となる屋根付きバザールを始めとする商業施設を建設して都市インフラを再興した。また、王宮としてトプカプ宮殿の建造を開始している。この宮殿はその後も歴代スルタンによって増築が進められ、19世紀半ばまで王宮として帝国政治の中心となっていた。包囲の間都市から逃れていた人々の帰還を促し、ユダヤ教徒や被征服者のキリスト教徒にズィンミー（公認された異教徒）として一定程度の人権を保障して新都にそのまま住まわせる一方、アナトリア半島の諸都市からムスリム（イスラム教徒）の富裕者を強制的に移住させる政策をとったため、15世紀後半の50年間にイスタンブールは東ローマ帝国の末期には激減していた人口を大きく上回る大都市となった。また、スルターンはヨーロッパ中から首都に人々を招き入れ、オスマン期に持続した国際的な社会を築いている。
オスマン朝は急速に街をキリスト教の牙城からイスラーム文化の象徴に変化させた。ワクフは壮大な帝国のモスク、また度々隣接した学校や病院、ハンマムなどの公衆浴場の建設などに資金を供給するため設立された。各街区には君主や大臣などの有力者が設立したモスクが造られ、イスラム都市の伝統に則ったモスクと公共施設が整備された。また、イスラム教徒による差別と抑圧はあったものの東方正教やアルメニア使徒教会の教会、ユダヤ教のシナゴーグも数多く維持され、ムスリムのトルコ人のみならず、ギリシャ人、アルメニア人、ユダヤ人、そして西ヨーロッパ諸国からやってきた商人・使節など、様々な人々が住む多文化都市、東西交易の中心都市でもあった。1517年にオスマン家はイスラム帝国の地位を宣言し、イスタンブールは4世紀にわたりオスマンのカリフの首都として続いた。
1520-1566年のスレイマン1世の治世の時代、特に偉大な芸術と建築的偉業の時代であった。主要な建築家であったミマール・スィナンは市内のいくつかの象徴的な建築物に携わり、この間オスマンの芸術や陶器、イスラームの書法、オスマンの細密画が栄えた。イスタンブールの全人口は18世紀までに57万人に達した。19世紀初めの反乱の時代は進歩的な皇帝であったマフムト2世の高まりに導かれ、政治改革が生じ新しい技術の街への導入が認められこの時代に金角湾に橋が架けられた。1880年代にイスタンブールはヨーロッパの鉄道網と結ばれ、1883年に運行を開始したオリエント急行は、スエズ運河の自由航行に関する条約が締結された1888年にイスタンブールへの直接乗り入れを開始している。これにより、西ヨーロッパとイスタンブールは直接結ばれることとなった。近代的な水道・電気・電話・路面電車などが、オスマン債務管理局を通した公共事業により導入されていった。

### 20世紀以降から現代
20世紀初め、青年トルコ人革命により廃位されたアブデュルハミト2世や一連の戦争は病んでいる帝国の首都を悩ませた。これらの第一次世界大戦の終わりはイギリスやフランス、イタリアによるコンスタンティノープルの占領の結果となった。遂にはオスマン帝国最後の皇帝であったメフメト6世が1922年11月に亡命し、翌年ローザンヌ条約によりコンスタンティノープルの占領は終わり、アンカラのトルコ大国民議会でムスタファ・ケマル・アタテュルクはトルコ共和国の建国を宣言し共和国が認められた。共和国の初期の頃、オスマンの歴史から新しい世俗的な国を遠ざけるためイスタンブールはトルコの首都の選択から外されアンカラが支持された。しかしながら、1940年代後半から1950年代初めにイスタンブールは大きな構造変化を経験し、新しい公共広場や大通り、道路が市内中で建設され、時には歴史的な建築物が犠牲となった。アナトリアの人々が膨張するイスタンブールの郊外に建設された新しい工場の雇用を見付けるため市内に移住したため、1970年代に急増が始まった。都市のこの突然の人口の増大は大規模な住宅開発の需要の要因となり、以前の中心部から離れた村や森はイスタンブールの大都市圏に飲み込まれた。
1984年に大都市自治体として指定され、2004年の指定範囲拡大により指定区域はイスタンブール県全県となっている。
2016年にはテロが2件発生した（1月の自爆テロと12月の爆弾テロ事件）ほか、2022年11月13日には爆弾テロ事件が発生した。

## 地理

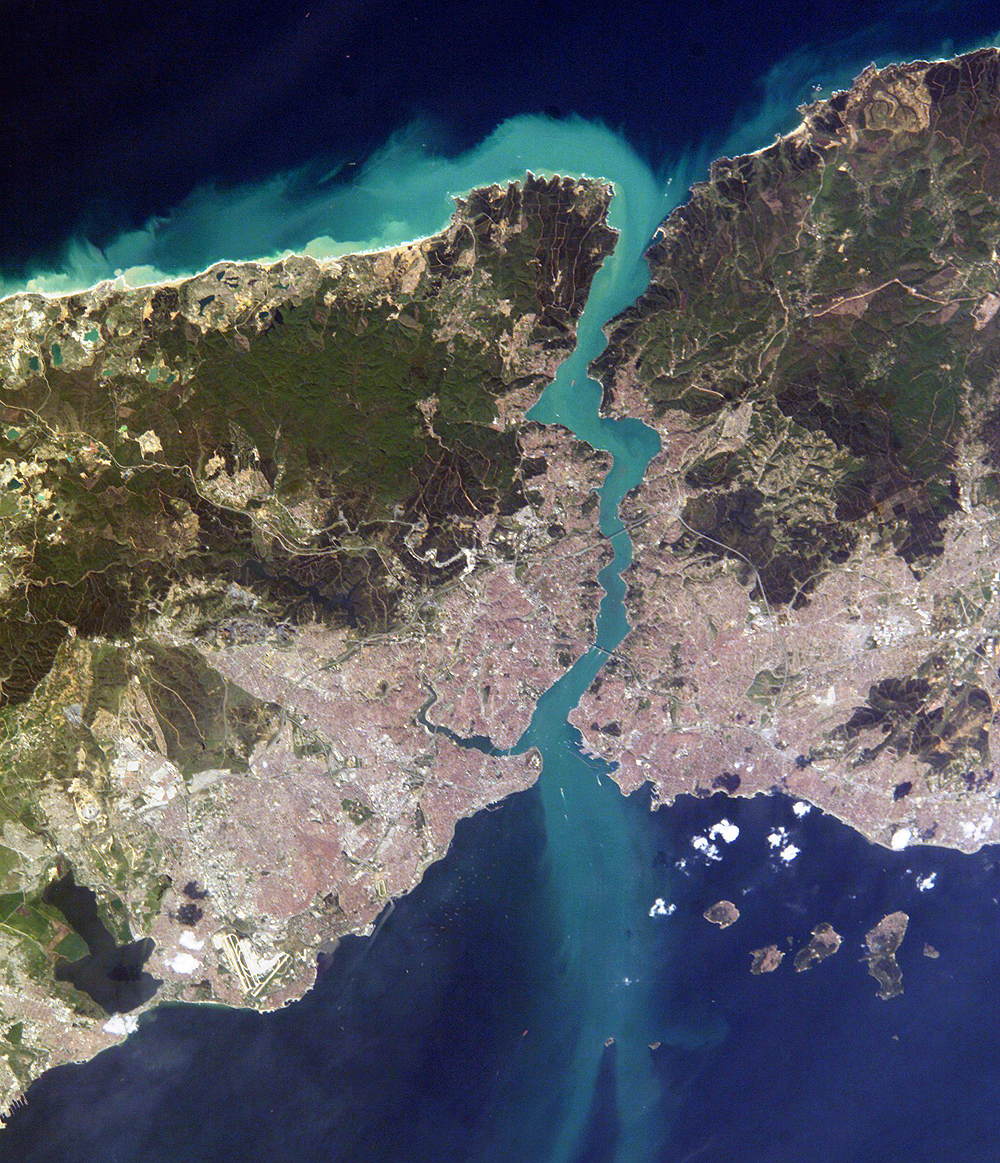
イスタンブール市街の衛星写真。左がヨーロッパ、右がアジアで、両者の間を隔てるのがボスポラス海峡。海峡の南がマルマラ海で、北が黒海。マルマラ海の北岸、ヨーロッパ側に見える三角形の半島がイスタンブール旧市街で、海峡から旧市街に切れ込んだ海が金角湾。この写真から、旧市街から城壁や海を越えて市街地が拡大していることがよく分かる。

イスタンブールはトルコ北西部マルマラ地方に位置し、5,343平方キロメートル（2,063平方マイル）の範囲を占めている。ボスポラス海峡はマルマラ海と黒海を結び市街を歴史や経済の中心であるヨーロッパのトラキア側とアジアのアナトリア側に分けている。さらに市街は金角湾により分けられ、以前のビザンティンやコンスタンティノープルが創建された半島は天然の港に囲まれている。マルマラ海やボスポラス海峡、金角湾の交わる辺りが今日のイスタンブールの中心で数千年の間攻撃から街を守って来ており、まだ街の景観の特徴として良く残されている。

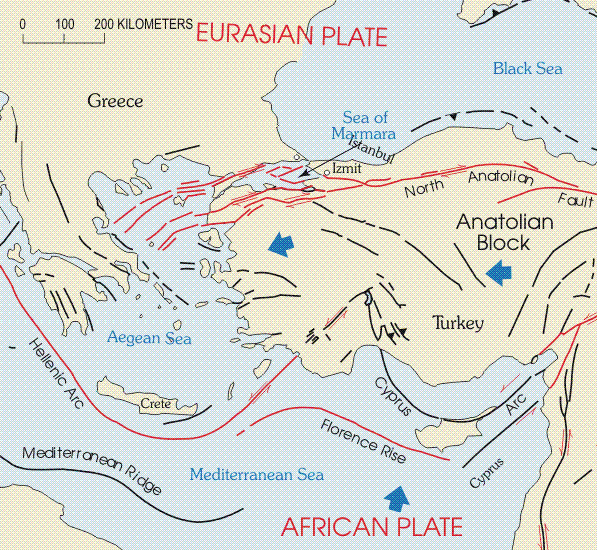
トルコ西部の断層は丁度、イスタンブールの南西に集中しマルマラ海とエーゲ海の下を通っている。

イスタンブールの市章のモデルにもなっているローマの七丘をモデルとしたイスタンブールの七丘は歴史的な半島を特徴付け、それぞれの頂上には帝国のモスクがある。これらの丘の最も東のものはサライブルヌの上のトプカプ宮殿の場所である。金角湾の反対側から上がると、別の円錐の丘で近代的なベイオール地区が位置している。地形のためにベイオールの建物はかつて斜面を保った擁壁の助けを借りて建てられ、道は階段の形で配置された。アジア側に位置するユスキュダルでは地形が徐々にボスポラス海峡沿岸の下方に延びるとともに、同じような丘陵地の特性を示すが、シェムシパシャ Şemsipaşa やアヤズマ Ayazma では景色がより急峻な岬に似ている。イスタンブールで一番海抜が高いのはチャムジャの丘Büyük Çamlıca Tepesi で 288 meters (945 ft) である。
イスタンブールは北アナトリア断層の近くに位置し、アフリカプレートやユーラシアプレートの境界に近い。この断層地帯は北アナトリアからマルマラ海にかけて走り、これは都市の歴史を通していくつかの甚大な震災と関連している。甚大な震災の中には1509年イスタンブール地震が含まれこの地震による津波は城壁を超え市街を破壊し、10,000人が犠牲になった。より最近ではイズミット近くを震源とする1999年のイズミット地震で18,000人が犠牲となり、イスタンブール郊外の1,000人も含まれている。イスタンブールの人々はイスタンブールの急速な人口増加に対応するために最近建設された数千の住宅が正しく建設されていない可能性があり、さらに壊滅的な震災が都市で発生することを危惧している。地震学者は2030年までにマグニチュード（モーメントマグニチュード）7.6かより大きな地震がイスタンブールで起こる可能性が60%以上であると言っている。

### 気候
イスタンブールの気候は改訂されたケッペンの気候区分によれば地中海性気候 (Csa) と温暖湿潤気候 (Cfa) の境界にあたり、夏の2ヶ月間だけ40mm以下の降水量のため亜熱帯か地中海性の気候か単独で分類されるのが妨げられている。しかしながら、広大な市域や多様な地形、海辺の場所などイスタンブールでは微気候が見られる。市街の北部は海洋性気候で表されるが (Cfb)、これは黒海からの湿気や比較的高い植生の密度による。市街南部の人口密集地の気候は暖かく、湿度の影響を受けにくい。

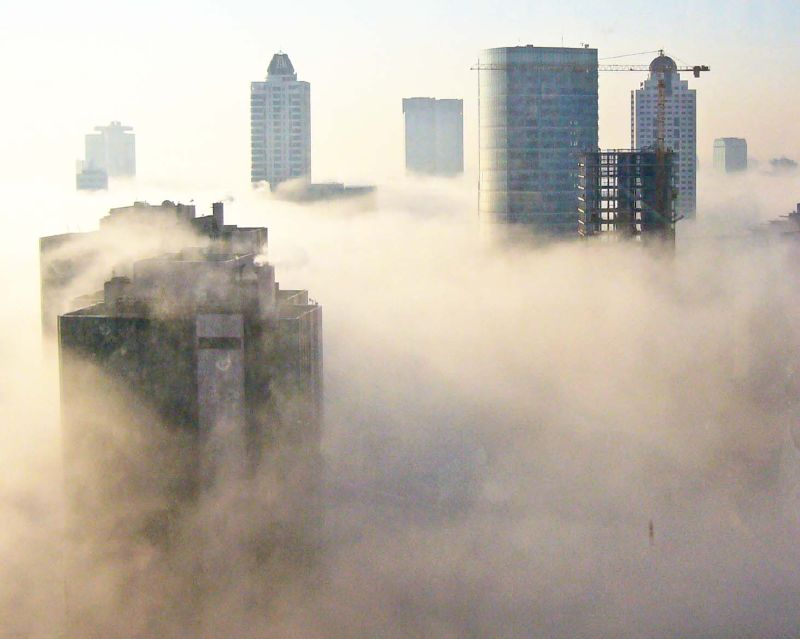
レヴェント地区を覆う霧。朝によく発生する。

実際、イスタンブールの気候の顕著な特徴の一つに持続的な高湿度があり、湿度は80%に達しほとんどは朝である。これらの気象条件により霧はごくありふれたもので、市の北側や中心部から離れた場所ではより多い。特に深い霧はボスポラス海峡を含め地域の交通を混乱させ、秋や冬の月に継続的に起こり湿度が高いまま午後まで残る。高湿度の条件と霧は夏の月の間は昼までに解消されるが、長引いた湿度は夏の高い気温に不快な悪影響を与える。夏の数ヶ月間の最高気温の平均は29℃程度で、降雨は珍しく6月から8月にかけて測定可能な降水量は15日程度だけである。しかしながら、低い降水量にもかかわらず夏の月の期間、雷雨は高く集中している。
冬のイスタンブールは地中海盆地周辺の他のほとんどの都市と比べると冷涼で最低気温の平均は4-5℃である。黒海からの湖水効果による雪はよくあり、予測するのが難しく霧と共に厄介なものになる可能性があり、都市のインフラを混乱させる。春や秋は穏やかであるが、しばしば雨が降ったり変わり易い北西からの冷たい風や南からの暖かい突風で、同じ日に激しい気温変化を引き起こす。
イスタンブールの年間降雨日は平均で115日で、年間降水量は852ミリメートル（33.5インチ）である。極値は最高気温の記録は40.5℃、最低気温の記録は-16.1℃をそれぞれ観測している。1日当たりの降水量の記録は227ミリメートル（8.9インチ）で、1日当たりの降雪量の記録は80センチメートル（31インチ）である。
| トルコ・イスタンブールの気候                                                               | トルコ・イスタンブールの気候 | トルコ・イスタンブールの気候 | トルコ・イスタンブールの気候 | トルコ・イスタンブールの気候 | トルコ・イスタンブールの気候 | トルコ・イスタンブールの気候 | トルコ・イスタンブールの気候 | トルコ・イスタンブールの気候 | トルコ・イスタンブールの気候 | トルコ・イスタンブールの気候 | トルコ・イスタンブールの気候 | トルコ・イスタンブールの気候 | トルコ・イスタンブールの気候 |
| 月                                                                                         | 1月                          | 2月                          | 3月                          | 4月                          | 5月                          | 6月                          | 7月                          | 8月                          | 9月                          | 10月                         | 11月                         | 12月                         | 年                           |
| ------------------------------------------------------------------------------------------ | ---------------------------- | ---------------------------- | ---------------------------- | ---------------------------- | ---------------------------- | ---------------------------- | ---------------------------- | ---------------------------- | ---------------------------- | ---------------------------- | ---------------------------- | ---------------------------- | ---------------------------- |
| 最高気温記録 °C （°F）                                                                     | 18.3 (64.9)                  | 24.0 (75.2)                  | 26.2 (79.2)                  | 32.9 (91.2)                  | 33.0 (91.4)                  | 40.2 (104.4)                 | 40.5 (104.9)                 | 38.8 (101.8)                 | 33.6 (92.5)                  | 34.2 (93.6)                  | 27.2 (81)                    | 21.2 (70.2)                  | 40.5 (104.9)                 |
| 平均最高気温 °C （°F）                                                                     | 8.7 (47.7)                   | 9.1 (48.4)                   | 11.2 (52.2)                  | 16.5 (61.7)                  | 21.4 (70.5)                  | 26.0 (78.8)                  | 28.4 (83.1)                  | 28.5 (83.3)                  | 25.0 (77)                    | 20.1 (68.2)                  | 15.3 (59.5)                  | 11.1 (52)                    | 18.4 (65.1)                  |
| 日平均気温 °C （°F）                                                                       | 5.8 (42.4)                   | 5.9 (42.6)                   | 7.6 (45.7)                   | 12.1 (53.8)                  | 16.7 (62.1)                  | 21.0 (69.8)                  | 23.4 (74.1)                  | 23.6 (74.5)                  | 20.2 (68.4)                  | 16.0 (60.8)                  | 11.9 (53.4)                  | 8.2 (46.8)                   | 14.3 (57.7)                  |
| 平均最低気温 °C （°F）                                                                     | 2.9 (37.2)                   | 2.8 (37)                     | 3.9 (39)                     | 7.7 (45.9)                   | 12.0 (53.6)                  | 16.0 (60.8)                  | 18.5 (65.3)                  | 18.7 (65.7)                  | 15.5 (59.9)                  | 12.0 (53.6)                  | 8.5 (47.3)                   | 5.3 (41.5)                   | 10.3 (50.5)                  |
| 最低気温記録 °C （°F）                                                                     | −10.4 (13.3)                 | −16.1 (3)                    | −7.0 (19.4)                  | −0.6 (30.9)                  | 3.6 (38.5)                   | 8.0 (46.4)                   | 10.5 (50.9)                  | 8.2 (46.8)                   | 5.2 (41.4)                   | 1.0 (33.8)                   | −4.0 (24.8)                  | −9.4 (15.1)                  | −16.1 (3)                    |
| 降水量 mm （inch）                                                                         | 98.4 (3.874)                 | 80.2 (3.157)                 | 69.9 (2.752)                 | 45.8 (1.803)                 | 36.1 (1.421)                 | 34.0 (1.339)                 | 38.8 (1.528)                 | 47.8 (1.882)                 | 61.4 (2.417)                 | 96.9 (3.815)                 | 110.7 (4.358)                | 123.9 (4.878)                | 843.9 (33.224)               |
| 平均降水日数                                                                               | 20                           | 17                           | 16                           | 14                           | 12                           | 8                            | 5                            | 6                            | 7                            | 12                           | 16                           | 19                           | 152                          |
| 平均降雪日数                                                                               | 6                            | 6                            | 3                            | 0                            | 0                            | 0                            | 0                            | 0                            | 0                            | 0                            | 0                            | 4                            | 19                           |
| % 湿度                                                                                     | 77                           | 75                           | 74                           | 71                           | 72                           | 70                           | 67                           | 68                           | 68                           | 72                           | 74                           | 76                           | 72                           |
| 出典：世界気象機関 (国際連合) Devlet Meteoroloji İşleri Genel Müdürlüğü BBC Weather Centre |                              |                              |                              |                              |                              |                              |                              |                              |                              |                              |                              |                              |                              |

## 都市景観
ファティ地区はオスマンに征服されるまでガラタのジェノヴァ共和国の要塞がある街全体と一致している。ジェノヴァの要塞は19世紀には街の北側へ市街地を拡大するため大部分が取り壊され、唯一ガラタ塔だけが残っている。ガラタは現在の行政区ではベイオール地区に含まれ、タクスィム広場周辺部はイスタンブールの商業や娯楽の中心地となっている。
ドルマバフチェ宮殿はオスマン期の統治の中心で、ベイオール北のベシクタシュ地区にある。そこを越えた場所にあるイニョニュ・スタジアムはトルコでは最古のスポーツクラブであるベシクタシュJKが本拠地としている。
以前は村であったオルタキョイはベシクタシュ地区内にあり、オルタキョイモスクの名称にも含まれボスポラス海峡に沿った第1ボスポラス橋近くに位置する。ボスポラス海峡に岸に沿って並んだ北側のヤリィは豪華なシャレーの邸宅は19世紀に貴族やエリート階級の夏の離宮として建てられた。さらに内陸や市内の環状道路の外側にあるレヴェントやマスラクはイスタンブールの重要な経済の中心である。

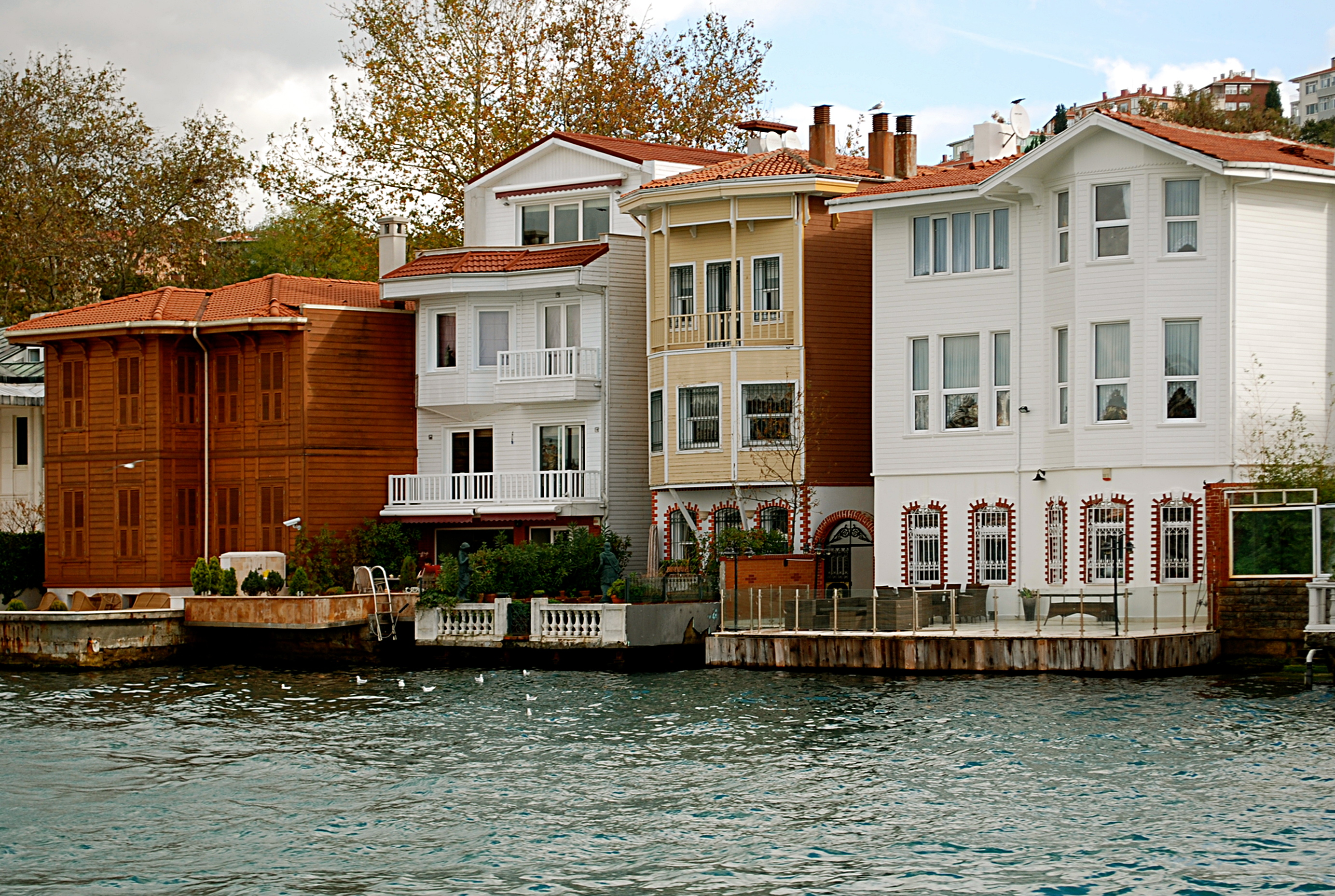
もともとはイスタンブールの郊外でヤリィと呼ばれる邸宅がボスポラス海峡沿いに建ち並び、現在ではイスタンブールの高級地区の一部。

オスマン期、ユスキュダルやカドゥキョイはイスタンブールの郊外で、駐屯地や海辺の別荘、庭園がある静かな場所であったが20世紀の後半になるとアジア側も急速な都市化を経験し、市内の他の住宅地区と比較して後に開発されたこの地区はより良いインフラと都市計画に至っている。ボスポラス海峡のアジア側の多くは経済や商業的な中心のヨーロッパ側の郊外として機能し、市内の人口の3分の1を占めるが雇用は4分の1を占めるだけである。20世紀のイスタンブールの急速な成長の結果、市内の相当な部分でゲジェコンドゥ（一夜建て）と呼ばれる不法建築物が構成されている。現在では徐々にいくつかのゲジェコンドゥが占める地区は取り壊され、現代的な大規模住宅群に置き換わって来ている。
イスタンブールには他の大都市のように主要な都市公園はないが、多くの緑地が広がっている。ギュルハーネ公園やユルドゥズ公園はもともとトプカプ宮殿やユルドゥズ宮殿などイスタンブールの2つの宮殿の土地に含まれていたが、トルコ共和国になり初期の10年間で公共の公園に利用されるようになった。
フェテヒ・パシャ・コルスはアナトリアのボスポラス橋に隣接したユルドゥズ宮殿反対側の丘の斜面に位置している。ヨーロッパ側に沿ったファティ・スルタン・メフメト橋に近いエミルギャン公園はもともとはオスマンの指導者の私有地に属しており、47haの公園内には多様な植物があり、2005年以来毎年チューリップ祭が催されている。イスタンブールっ子 Istanbulites に夏の間、ポピュラーな場所にはベオグラードの森が含まれ市の北縁の 5,500ヘクタール (14,000エーカー) を占めている。森林はもともとビザンティンやオスマンの時代に市内に水を供給するための貯水池として使われ今でも残っている。

### 建築物

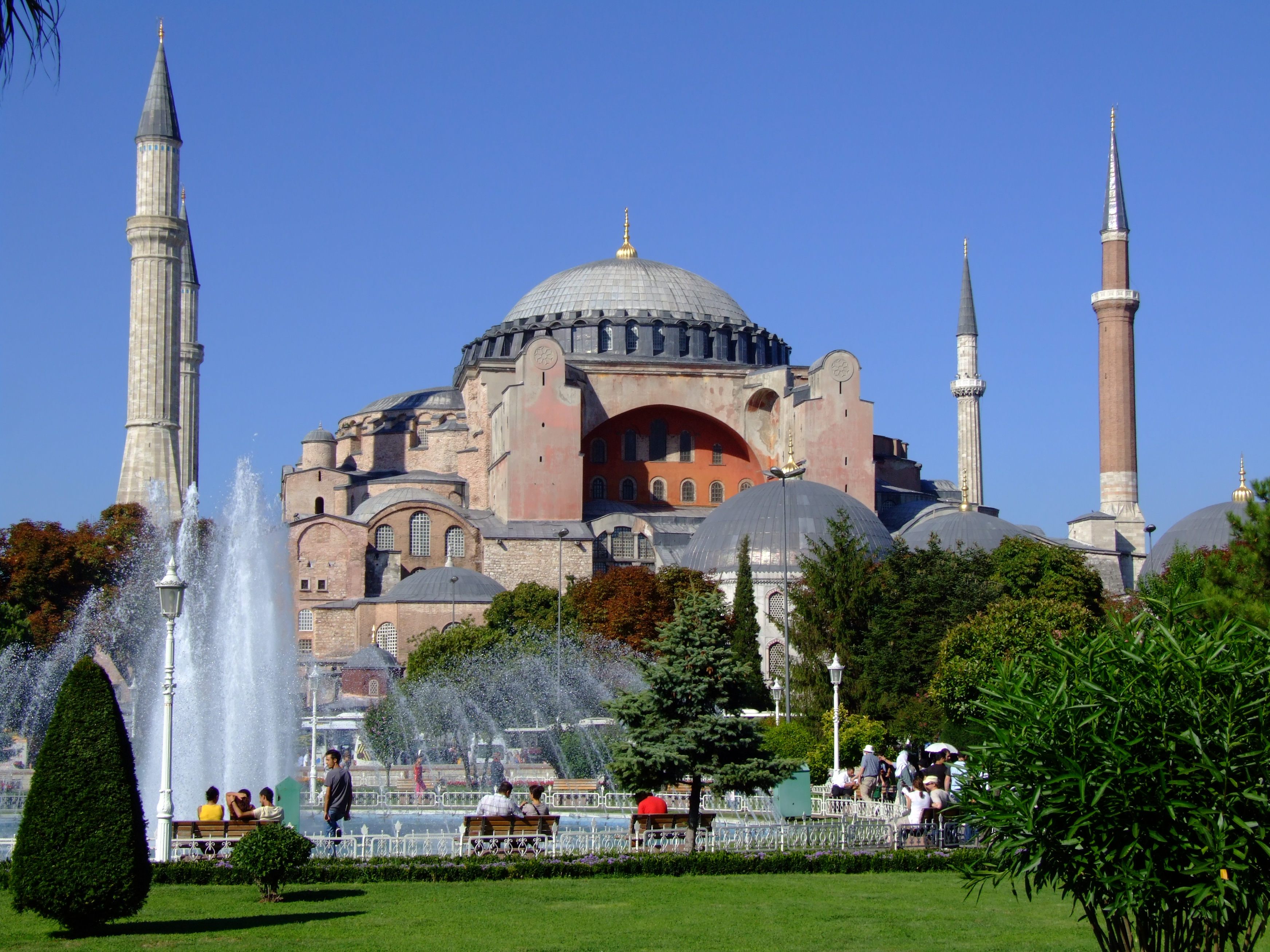
アヤソフィア　6世紀に正教会の大聖堂として建てられたが、後にモスクに変わった。現在は博物館

イスタンブールは主としてビザンティンやオスマンの建築物で知られているが、しかしその建物はそれ以前に街を支配した様々な人々や帝国を反映している。例えば、ジェノヴァやローマの建築はイスタンブールではオスマンに相対する物として見ることが出来る。古代のギリシア建築は何も残らなかったが、ローマ建築はより耐久性があることが証明されている。コンスタンティノープル競馬場（ヒッポドローム）からのオベリスクは今でもスルタンアフメト広場で見られ、ヴァレンス水道橋の一部の区間は4世紀後半に建てられたが比較的手付かずでファティ地区の西縁に残っている。
コンスタンティヌスの円柱は330年に新しいローマ帝国の首都を記すため建てられたが、ヒッポドロームからそう遠くない場所に今でも建っている。
初期のビザンティン建築は古典様式のローマのドームやアーチをモデルとし受け継いでいたが、聖セルギウス・バッカス教会（リトルアヤソフィア）ではこれらの要素に改良がなされた。イスタンブールで現存する最古のビザンティン建築は廃墟ではあるけれど後にイムラホルモスクに転換された454年に建てられたストゥディオス修道院である。1261年にコンスタンティノープルが奪回されるとビザンティン様式は今でも現存する最も重要なコーラ教会とパンマカリストス教会に拡大している。それでも、イスタンブールで最も象徴的なビザンティン様式の建築物の頂点の一つはアヤソフィアで、一番上のドームは直径31mあり、アヤソフィアはモスクに変わる前は1,000年以上にわたり世界最大の大聖堂で、現在では博物館になっている。
イスタンブールに現存する最古のオスマン建築にはアナドル・ヒサルやルメリ・ヒサルなどの城塞が含まれ、コンスタンティノープルの市街をオスマンが包囲する際の助けとなった。4世紀の間にわたって、オスマンは高くそびえるモスクや華麗な宮殿を建築しいつまでも残るイスタンブールの印象的な街並を作って行った。最大の宮殿であるトプカプ宮殿は内部のバロック様式のハレムから新古典主義建築のエンデルーン学校（図書館）など多種多様な建築様式が含まれている。オスマン帝国のモスクにはスルタンアフメト・モスク（ブルーモスク）やスレイマニエ・モスク、イェニモスクが含まれ、これら全ては16世紀から17世紀にオスマン帝国の隆盛期に建てられている。後の世紀、特にタンジマートの改革期にはオスマン様式の建築物はヨーロッパ様式のものに変わっている。
イスティクラル通り周辺の地区は壮麗なヨーロッパの大使館や新古典様式やネオルネッサンス建築、アール・ヌーヴォー建築の通りで満たされている。ベイオールの建築物は教会や店舗、劇場、公的な建物であるドルマバフチェ宮殿などが含まれる。

## 行政

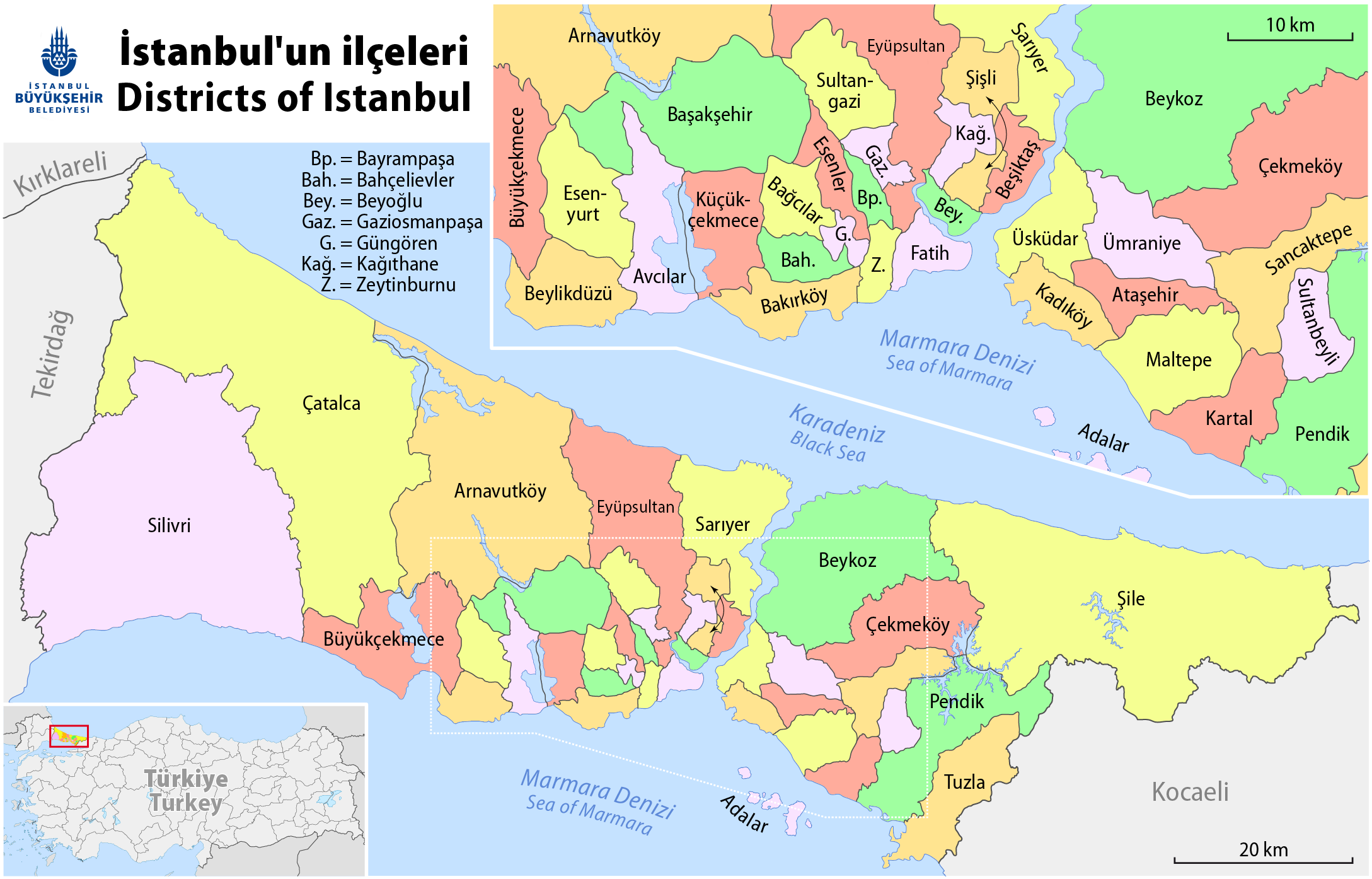
イスタンブールの市街はボスポラス海峡に沿った中心部から遠くに伸びる。（地図の上部が黒海で下部がマルマラ海）

2004年以来、イスタンブールはトルコでは2つある市域と県域が同一の範囲で広がる都市の1つである。イスタンブールはイスタンブール県の県都と見なされ、イスタンブール大都市自治体（MMI）により統治され39の都市行政区に分けられている。
現在の都市機構は19世紀のタンジマート期の改革に遡り、それ以前はカーディーと大宰相の後援の下、イマームにより都市を率いていた。フランスの都市をモデルに、宗教的な仕組みは市長とイスタンブール中のミッレト制（ミレット制）の代表者で構成された議会に置き換わった。ベイオールは市内では最初の自らの首長と議会を有する地区であったが、議員はミッレト（ミレット）の代表者の代わりに地区に長年住む住民であった。オスマン帝国憲法以後、法律が制定されこの仕組みは市全体に拡大され20のパリの行政区を模範としていたが、1908年まで全ては実行されておらずイスタンブールは9つの地区で構成された行政区として宣言された。この仕組みは belediye（自治体）と名称を変えてトルコ共和国建国後も続いたが、1957年にこの自治体は解散した。イスタンブールを含めトルコの人口集中地区に隣接した小さな集落は1980年代初期にそれぞれ主要都市に併合され、その結果大都市の自治体となった。
イスタンブール大都市自治体の意思決定機関は、地区議会から選ばれた議員による市議会である。市議会は予算管理やインフラの維持、博物館や主要な文化センターの監督など市全体の問題を担当している。市政府は「強力な市長と弱い議会」のアプローチの下で運営されるため、議会の指導者、市長は迅速な意思決定を行う権限を有しているがしばしば透明性は犠牲にされる。市議会は大都市行政委員会により助言されるが、委員会もまた自らの意思決定を行う限られた権限を有する。全ての委員会の代表者は市長や議会により任命される。

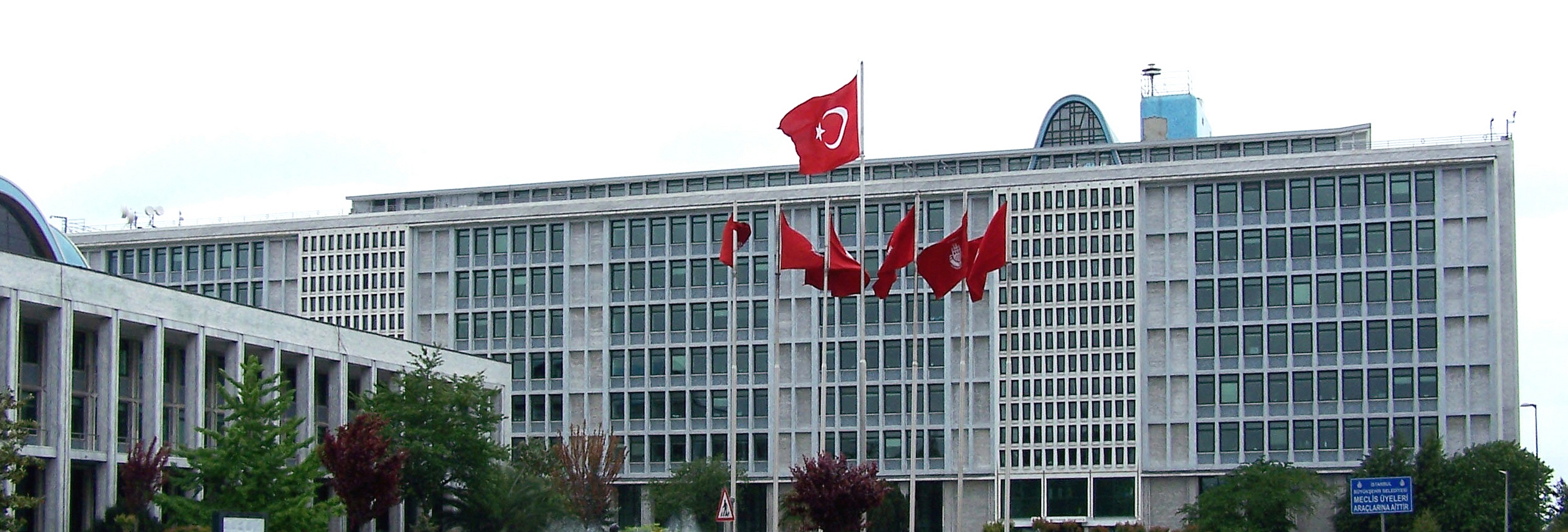
ファティ地区にある1953年に建てられたイスタンブール市庁舎

一方、地区議会はそれぞれの地区内の廃棄物管理や建設計画に関して主に責任がある。それぞれの地区は独自の予算を有するが、市長には地区の意思決定を再検討する権利がある。区長を含むすべての地区議会の議員の5分の1はそれぞれの地区の代表として市議会の議員として選ばれる。全ての地区議会と市長を含む市議会の議員は5年ごとの選挙により選出される。
2004年以来、公正発展党のカディール・トプバシュがイスタンブール市長を務めている。
イスタンブール大都市自治体とイスタンブール県は同等の管轄区域を持つが、いくつかの権限は県政府に残されている。イスタンブール大都市自治体に似て、イスタンブール県は政府から任命された知事、民主的に選出された意思決定機関である地方議会と任命された行政委員会がある。自治体レベルで行政委員会が反映され、県行政委員会には、大臣や部門長が含まれ県議会に助言を行っている。県行政の役割は学校や住宅、政府の建物、道路の建設や維持、芸術、文化、自然環境保全や推進に限定されている。フセイン・アヴニ・ムトゥル Hüseyin Avni Mutlu は2010年5月以来、イスタンブール県の県知事である。

## 統計
歴史の大半を通じてイスタンブールは世界の大都市の中に位置付けられてきた。500年までにはコンスタンティノープルはローマを超え40万から50万の人口を擁していた。コンスタンティノープルは歴史的な大都市であるバグダードや長安を押し退け、13世紀までには世界最大の人口を抱える都市に位置していた。世界最大の都市には戻らなかったものの、コンスタンティノープル陥落後も19世紀初めにロンドンが上回るまで、ヨーロッパ最大の都市であった。今日でもモスクワと並びヨーロッパ最大の都市集積を形成している。
トルコの統計機関はイスタンブールの人口は2011年12月31日現在13,483,052人と推計しており、トルコ最大の都市を形成しトルコの全人口の18%を占めている。広大な面積のためイスタンブールは世界の市域人口の順位でトップ5に含まれているがこれは都市圏と同等と考えられ、本来の市街人口は大体15位以下である。イスタンブールの人口は年間3.45%増加しており、OECDの78の大都市圏の中でも最も高い位置にある。第二、第三の位置を占めるOECDの大都市圏もイズミルやアンカラなどトルコの都市で、この高い人口増加率はトルコの全国的な都市化を反映している。イスタンブールは特に20世紀後半に急速に成長し、1950年から2000年の間の半世紀に人口は10倍になった。人口の急増は市域の拡大から来ており、特に1980年から1985年にかけては人口は2倍になっている。著しい成長がありそれは未だにあり、大部分は住環境の改善や職を求めるトルコ東部からの移住者により勢いが与えられている。イスタンブールの多くの住民は7つの北部や東部の県を出自としているが、イスタンブールのその人口はそれぞれの地方の人口を超えている。とくにイスタンブールの50万人を数える住民はスィヴァス県やカスタモヌ県の人口を超えている。
イスタンブールの人口に占める外国人の割合は僅かで、2007年現在42,228人であった。
28%の市民だけが元からのイスタンブールの出身である。
イスタンブールの人口密度は2,523人/km2でトルコの人口密度の102人/km2を遥かに超えている。人口密度が高い傾向にあるのは北西部や西部、ヨーロッパ側に位置する南西部の市中心部である。最も人口密度が高いのはアジア側の地区であるユスキュダルである。

### 宗教・民族

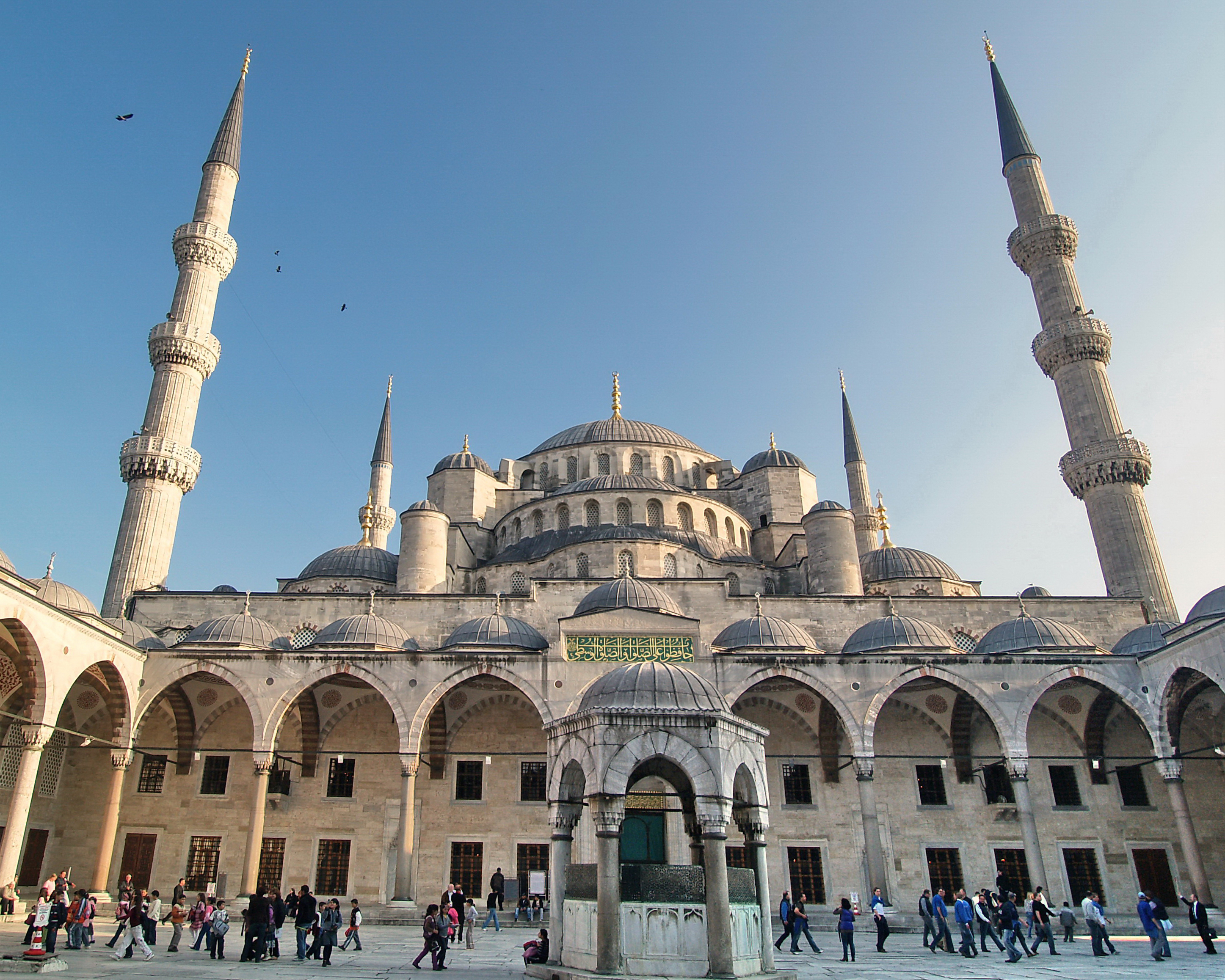
スルタンアフメト・モスクはイスタンブールでは最大で、トルコ政府宗教局によりイスラム教の祝祭日に祈りが主導される。

イスタンブールは多くの歴史を通じて国際的な都市であったが、オスマン帝国の終わり以来均質化されてきている。それでもトルコの少数民族のほとんどは集中してイスタンブールに残っている。トルコ国内やイスタンブールの大多数の人たちは自分たちをムスリムと見なし、より明確にはスンナ派の信徒である。ほとんどのスンナ派の信徒はハナフィー学派を信奉し、約10%のスンナ派の信徒はシャーフィイー学派を信奉している。450万人のトルコ人の非スンナ派を数え、これらはアレヴィー派である。トルコ国内のアレヴィー派の3分の1はイスタンブールに居住している。スーフィズムのような神秘主義はトルコ共和国の建国後、公式に禁止されたが今でも多数の信者を誇っている。

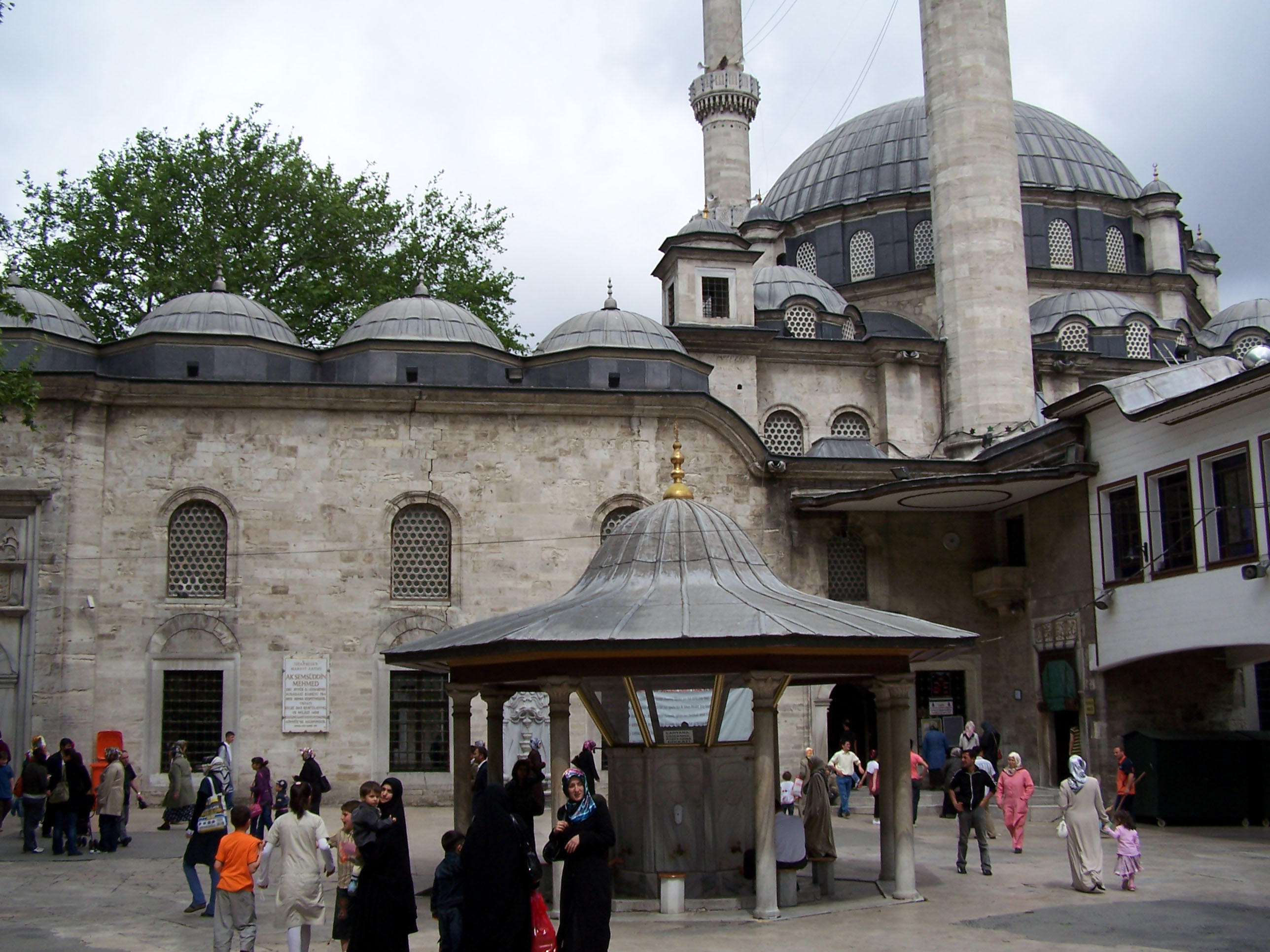
エユップスルタンモスク、アブ・アイユブ・アル・アンサリの宮殿は巡礼者にはポピュラーな場所

コンスタティノープル総主教は6世紀以来、総主教に定められ、「エキュメニカル総主教」（全地総主教）という称号を持つ3億人の正教会信徒の指導者として広く見なされている。1453年まではアヤソフィアを総主教座としていたが、アヤソフィアがオスマン朝に接収されてモスクとなって以後は、パンマカリストス修道院付属教会（現在のフェティエ・モスク）などを転々としたのち、1601年以降は旧市街北部・フェネル地区の聖ゲオルギオス大聖堂を基盤にしている。19世紀に入るとイスタンブールのキリスト教徒は正教会かアルメニア正教会（非カルケドン派）いずかれの信徒である傾向があった。1923年のトルコとギリシャの住民交換や1942年のヴァルリク・ヴェルギシ（富裕税）、1955年のイスタンブール暴動など20世紀の多くの出来事により、フェネルやサムティアを中心としていたギリシャ人の人口はかなり減少している。1919年には35万人、1923年には13万も居たイスタンブールのギリシャ人は21世紀初めには3,000人に減少している。
トルコのアルメニア人の人口はアルメニア人虐殺により部分的な減少を見たが、最近のアルメニアからの移民により戻って来ている。1913年には164,000人のアルメニア人がイスタンブールに居たが今日では50,000から70,000人のアルメニア人が居る。
最大の少数民族はクルド人コミュニティで、トルコ東部や南東部を元にしている。市内のクルド人の存在はオスマン時代初期に遡るが、イスタンブールへのクルド人の流入は1970年代後半のトルコ・クルド紛争とクルディスタン労働者党により加速し始めている。200万から400万人のクルド人がイスタンブールには居住し、イスタンブールは世界の他のどの都市よりもクルド人が住んでいることを意味している。
ボラト地区はかなりのセファルディムコミュニティが暮らしており、最初に形成されたのはスペイン異端審問の時代に遡る。ロマニオットとアシュケナジムはセファルルディムよりも前にイスタンブールに同様に居住していたが、その割合は減っており今日ではアシュケナジムはイスタンブールのユダヤ人のほんの1%だけである。イスラエルへの移住によりユダヤ人の人口は全国的に減少し、1950年の100,000人から2005年には18,000人に減少している。大部分はイスタンブールかイズミルに居住している。レヴァンティンはオスマン期にガラタに居住したカトリック教徒で、19世紀から20世紀初期のイスタンブールの文化や建築を形作るのに重要な役割を担った。彼らの人口は減っているが今でも少数が市内に残っている。

## 経済

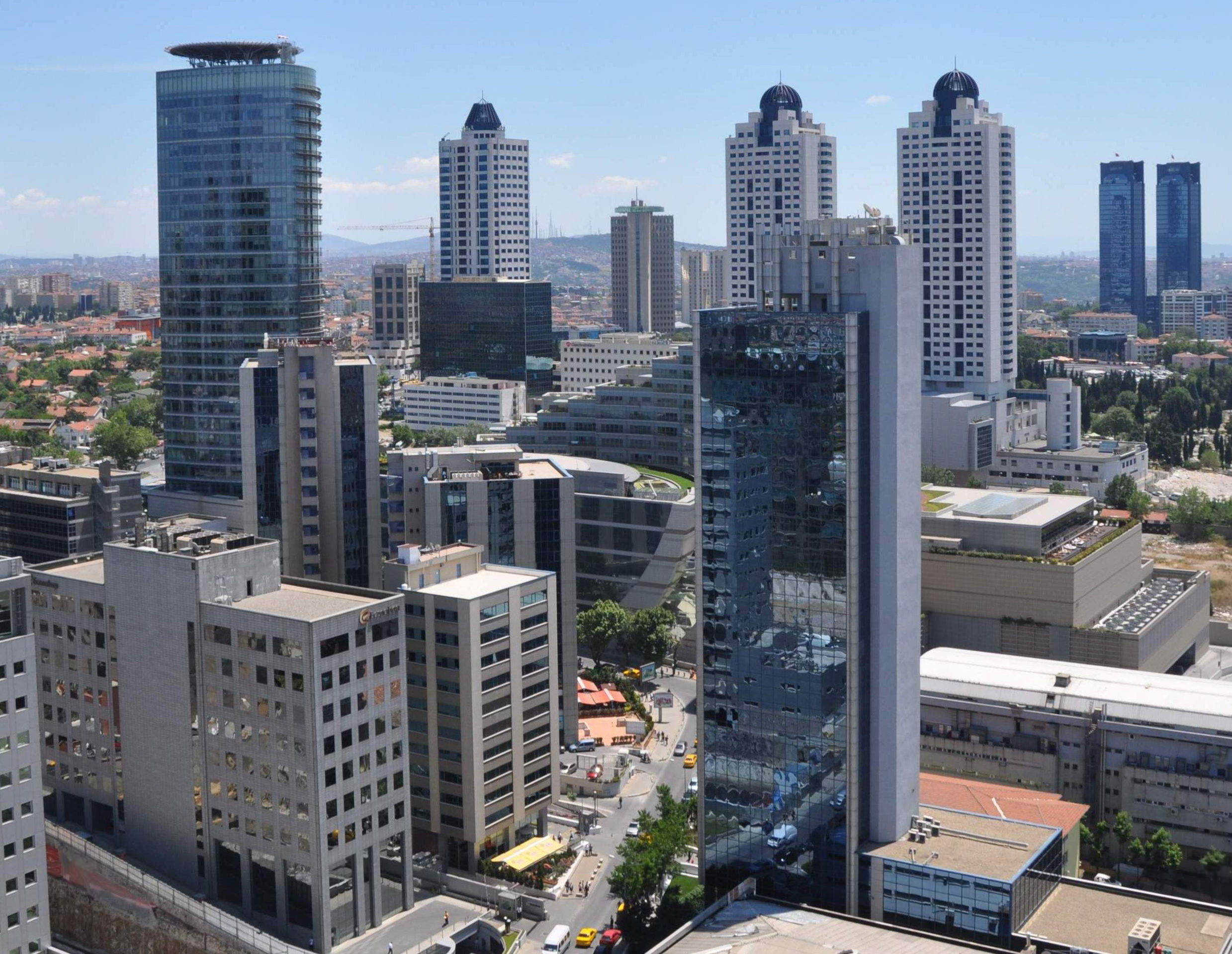
レヴェントのビジネス地区にはイスタンブールの高層ビルが林立する。

2008年現在のイスタンブールのGDPは1,820億ドルで、世界の都市圏の域内総生産では34位に付けている。イスタンブールはトルコ国内のGDPの27%を占め、国内産業労働力の20%が都市に存在する。1人当たりのGDPで70%、生産性で50%それぞれ国内平均を上回っており一つには高付加価値に集中した生産活動が要因である。多くの人口とトルコ経済への高い貢献からイスタンブールはトルコの国税の5分の2を担っている。税には30人のイスタンブールを本拠とする億万長者も含まれ、この数は世界の都市で5番目に多い人数である。
都市の大きさが想像されるように、イスタンブールではオリーブオイル、タバコ、輸送機器、電機など様々な製品を生産し多様な産業経済を擁している。高付加価値の生産活動への集中があるにもかかわらず低付加価値の生産部門もかなりを占め、イスタンブールのGDPに占める割合は26%だが市の合計出荷額の5分の4に相当している。2005年にイスタンブールに本拠地を置く企業の輸出総額は 41,397,000,000ドルで、輸入総額は69,883,000,000ドルであった。これはトルコ全体の合計にそれぞれ輸出で57%、輸入で60%を占めている。
イスタンブールはトルコでは唯一の資本市場であるイスタンブール証券取引所を有する。もともとは1866年にオスマン証券取引所として設立されたが、その重要性は1930年代の世界大恐慌により減少した。一連のトルコ政府の金融自由化計画により1986年に現在の形で再編成されている。19世紀から20世紀初期の間、ガラタのバンカラル・ジャデッシBankalar Caddesi（銀行大通り）はオスマン帝国の金融センターでオスマン証券取引所もそこにあった。バンカラル・ジャデッシはイスタンブールの金融地区として1990年代まで続き、トルコのほとんどの銀行は本社をモダンなビジネス中心地区であるレヴェントやマスラクに移転している。1995年にイスタンブール証券取引所は現在のサルイエルのイスティニエ地区に建物を移転している。

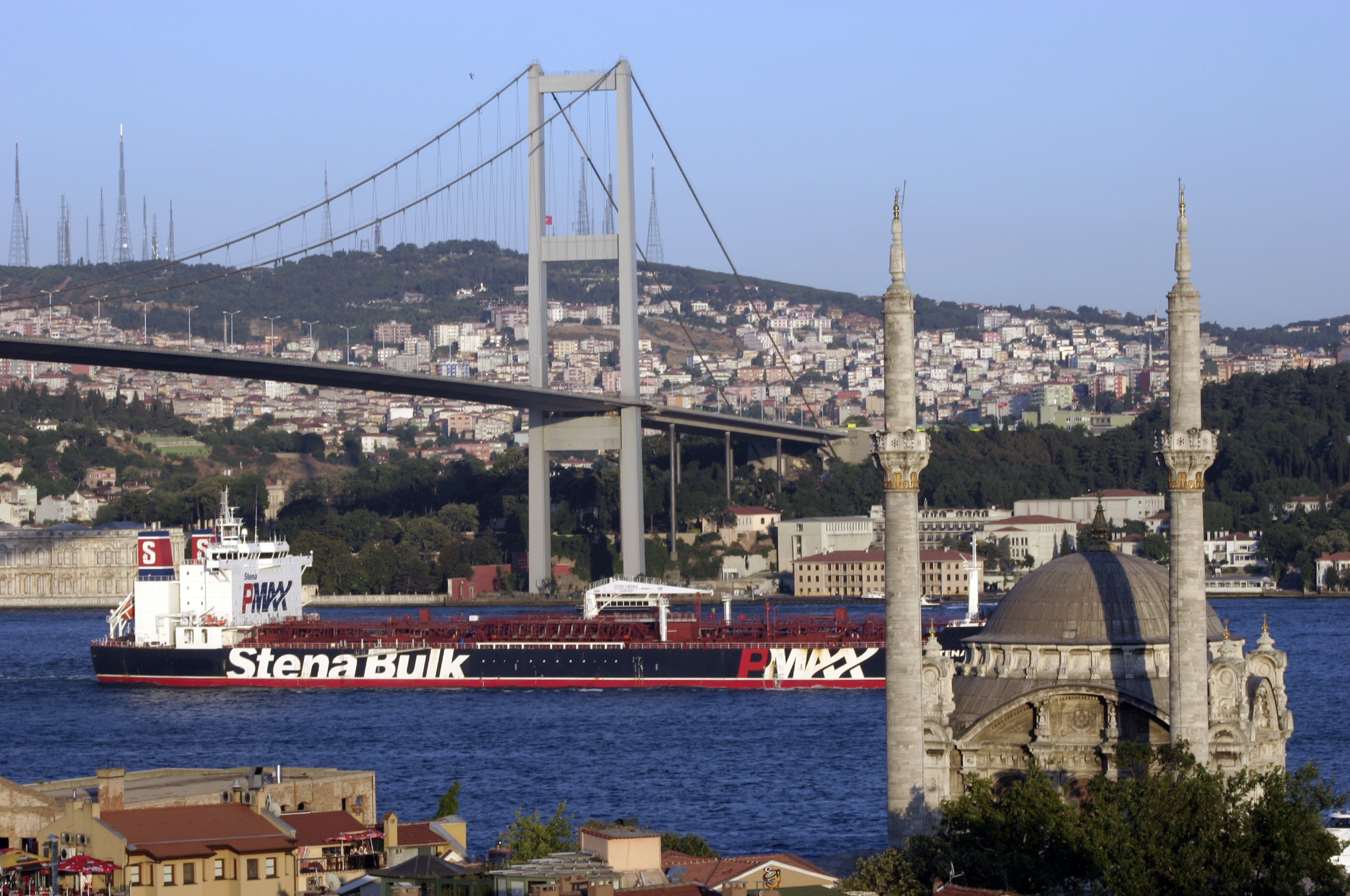
黒海とマルマラ海を結ぶボスポラス海峡は世界でも繁忙な航路の一つ。左側がボスポラス橋、右側がオルタキョイモスク。

現在、石油が豊富な黒海と地中海を結ぶ唯一の海のルートであるボスポラス海峡は世界でも混雑した航路の1つで、1年間で2億トン以上の原油が通過しており交通量はスエズ運河の3倍に上る。混雑を緩和するため、街のヨーロッパ側に海峡と並行してイスタンブール運河と呼ばれる新たな運河を建設することが提案されている。
イスタンブールにはハイダルパシャ港、アンバルリ港 Ambarlı、ズィーティンブルヌ港 Zeytinburnu の3つの大きな港の他にいくつかの小さな港や石油ターミナルがボスポラス海峡やマルマラ海沿いに立地している。ハイダルパシャ港はボスポラス海峡の南東に位置し、2000年代初めまでイスタンブール最大の港であった。ハイダルパシャ港からアンバルリ港へ運営がシフトして以来、ハイダルパシャ港は容量以下で運営され港を閉鎖する計画もある。
2007年現在、アンバルリは都心の西端に位置し年間150万TEUの取扱能力があり地中海沿岸では4番目に大きな貨物ターミナル港である。一方のハイダルパシャ港の取扱能力は354,000TEUである。
ズィーティンブルヌ港は自動車道路やアタテュルク国際空港に近いことから利点があり、都市の長期計画で全てのターミナルと道路、鉄道網との相互の接続性を必要としている。
イスタンブールは著名な観光地として観光客数が増加しており、2000年には242万人の外国人観光客が訪れ2010年には700万人の外国人観光客が訪れており世界で10番目に多くの観光客が訪れる都市である。イスタンブールはトルコの外国人観光客の4分の1を受け入れ、トルコではアンタルヤに次ぐ国際的なゲートウェイとなっている。イスタンブールの観光業界はヨーロッパ側に集中し、市内の90%以上のホテルはヨーロッパ側に立地している。低中級クラスのホテルはサライブルヌに立地する傾向があり、ハイエンドのホテルは金角湾北側の歓楽街や金融センターに立地する。イスタンブールには70の博物館があるが、もっとも観光客が訪れるのはトプカプ宮殿博物館とアヤソフィアで毎年3,000万ドルの収益をもたらす。市の環境マスタープランでは17の宮殿と64のモスク、49の教会はイスタンブールで歴史的に重要なものであると言及している。
所得分配はイスタンブールでは公平ではなく、20%の最高所得層が64%の資産を利用し20%の最低所得層が4%の資産を利用している。

### 金融

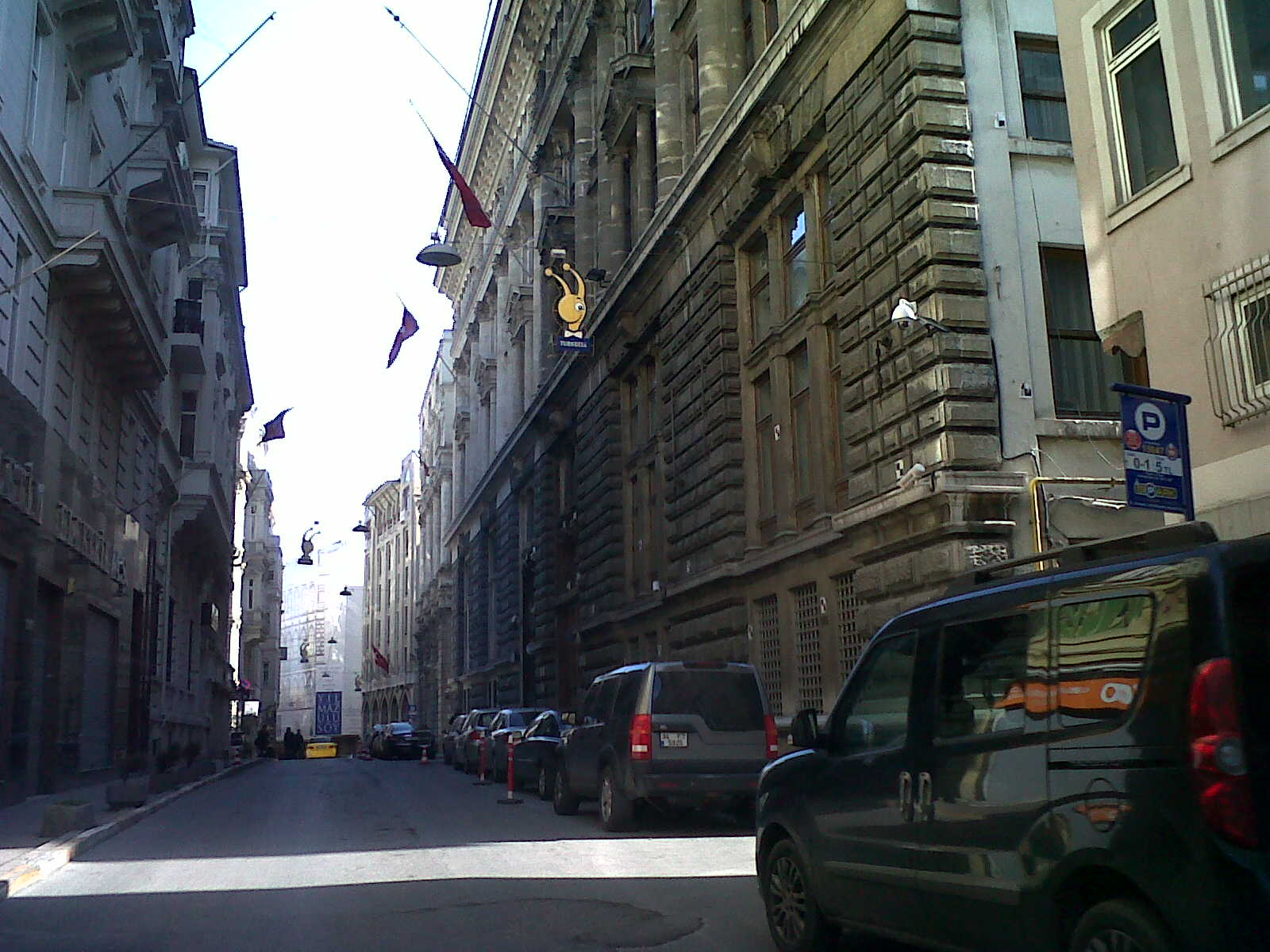
バンカラル・カデッシはオスマン期のイスタンブールの金融の中心。右側は1892年に完成した旧オスマン中央銀行本店

イスタンブールは1923年にアンカラが政治的な首都になってからも常に「金融の首都」である。1980年代の特定の市場開放はさらにこの地位を強化した。1986年初め発足したイスタンブール証券取引所（ISE）は普通株、国債、短期国債、収益分配証明書、債券、民営化の管理で発行される債券と社債取引、夜間の業務を行うために設立されたトルコでは唯一の証券取引所である。
1993年にイスタンブール証券取引所は金市場の自由化を決定し、1995年にイスタンブール金取引所が設立されトルコ中央銀行の金塊の輸入独占は終わりを告げ、金取引は民間部門のメンバーに移された。
レヴェント、マスラクはトルコの大企業や銀行、世界的な金融部門の巨大企業の地域本部が置かれており、シティバンク、メリルリンチ、JPモルガン、HSBCホールディングス、ABNアムロ銀行、INGグループ、BNPパリバ、ソシエテ・ジェネラル、ウニクレディト、ドイツ銀行、コメルツ銀行などがイスタンブールに拠点を置いており、他の金融機関も多く立地している。レヴァントとマスラクの両地区は絶えず成長しダイナミックなスカイラインに変わり、いくつもの新しい超高層ビル計画が提案され認可されており毎年着手されている。

### 工業

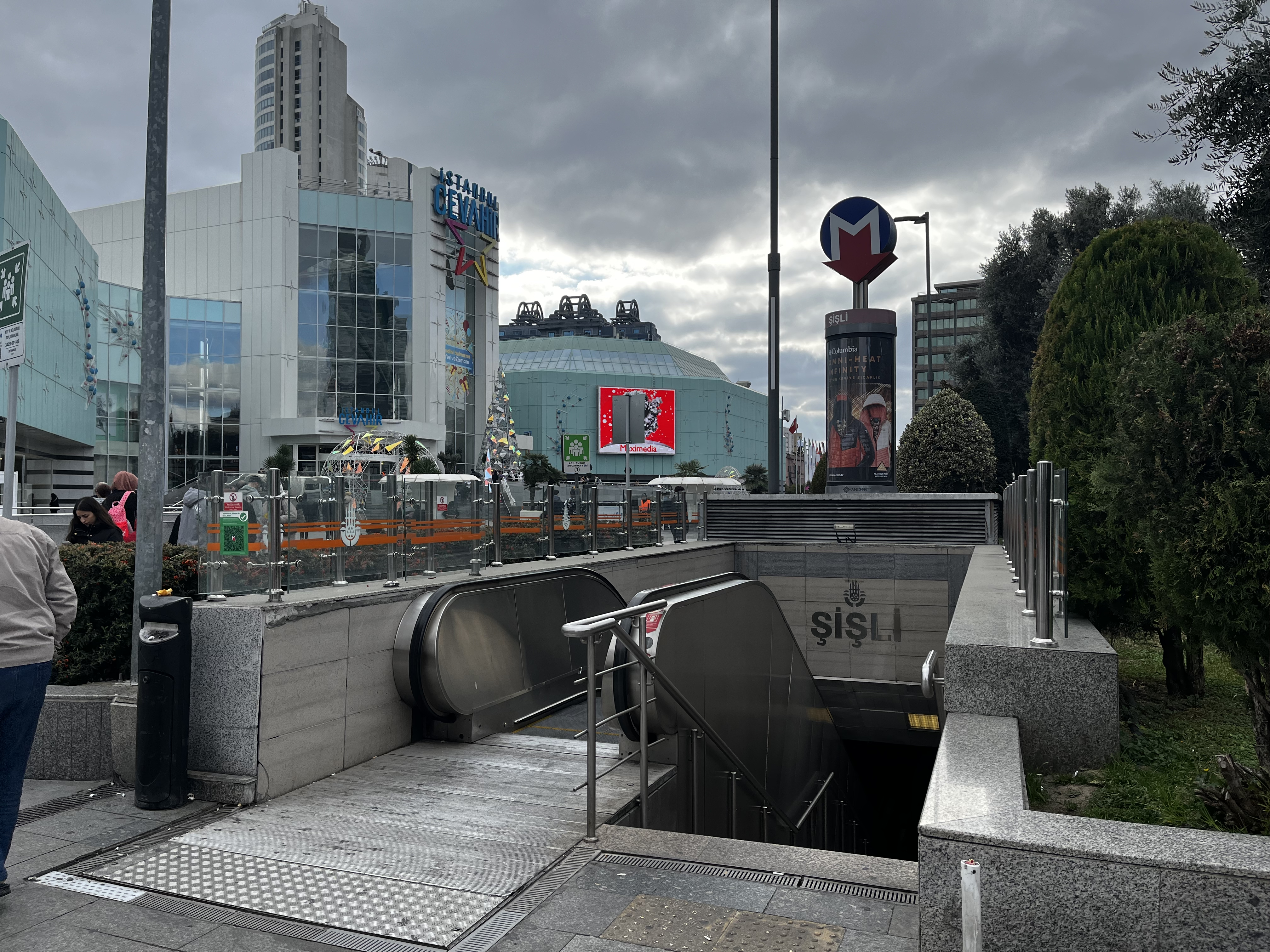
欧州最大規模のショッピングモールイスタンブール・ジョヴァヒル前にある、イスタンブールメトロのシシュリの駅入口

イスタンブールはトルコの産業の中心で、トルコの労働力の20%を雇用し職場の38%を提供している。これに加えて、イスタンブールはトルコの貿易の55%と卸売りの45%を生み出し、GDPの21.2%、税収の40%、工業生産額の27.5%に寄与している。多くのトルコの大きな生産工場はイスタンブールに立地しており、イスタンブールやその周辺部では木綿や果物、オリーブオイル、絹、タバコなど生産されている。食品加工、織物製品、オイル製品、ゴム製品、金属製品、皮革、電機、ガラス、機械、紙や紙製品、アルコール飲料などはイスタンブール市内の主要な工業製品に含まれる。イスタンブールではまた、自動車やトラックの組み立て工場もある。これらの様々な事業は過去にペンキ工場に近かったため悪化した2008年の花火爆発事故のような災害にも見舞われている。
医薬産業は1952年にレヴェントにエジザルバシュ医薬品工場が設立され始まった。今日では134の企業がトルコの製薬業界でビジネスを行っており、大部分はイスタンブールかその近郊を基盤としている。

### 観光

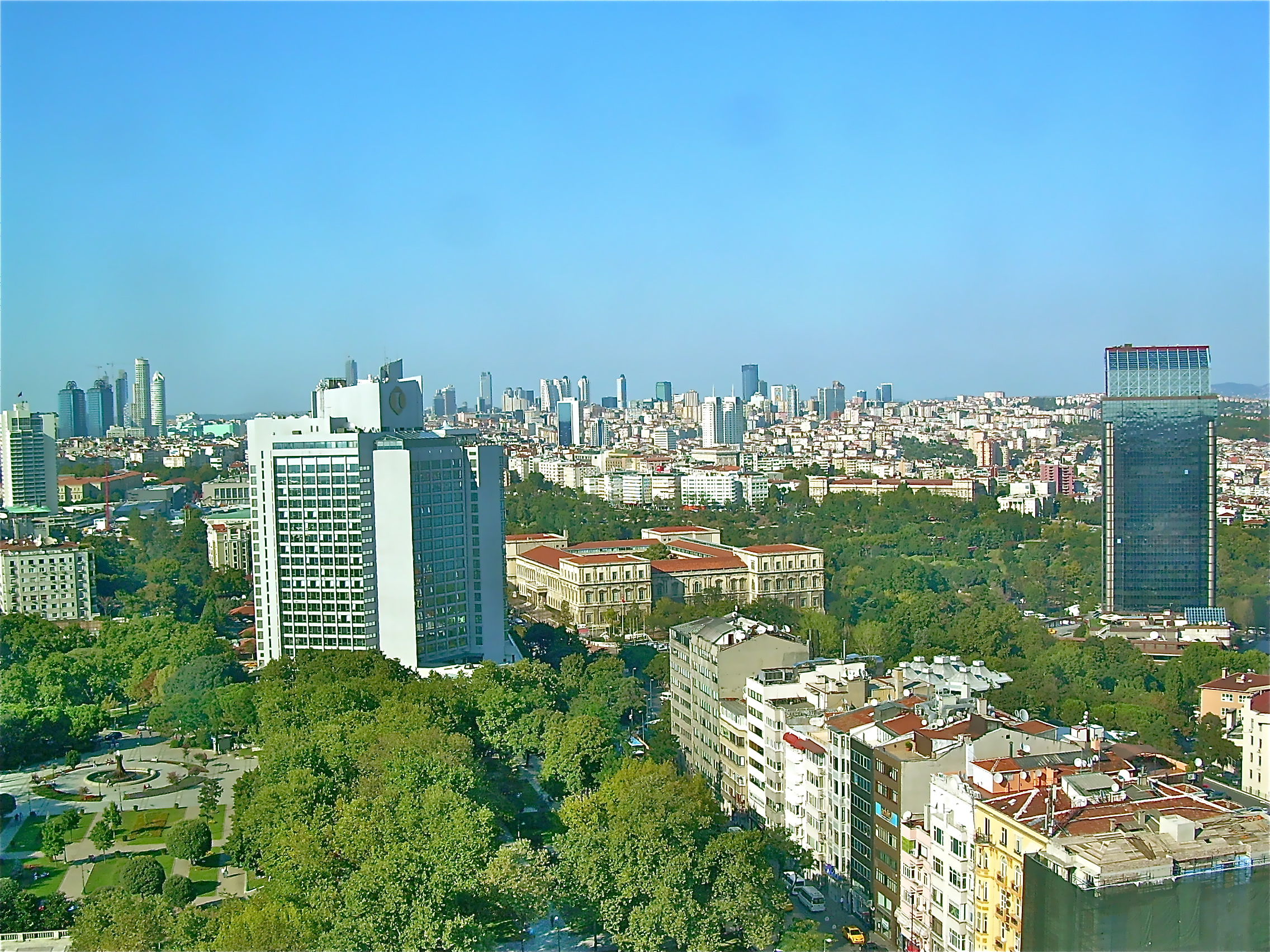
マルマラホテルからのタクスィム広場とカンファレンスバレーの眺め。

イスタンブールはトルコでも最も重要な観光スポットの1つである。数千ものホテルや他の旅行者中心の産業がイスタンブールにはあり、観光や業務で訪れる両方の旅行者を満たしている。2006年には23,148,669人がトルコを訪れ、ほとんどはイスタンブールやアンタルヤの空港や港を通り入国している。
イスタンブールのアタテュルク国際空港やサビハ・ギョクチェン国際空港を利用しトルコに入国した観光客は2005年の4,849,353人から翌年には5,346,658人に増加している。2011年には急成長しているトルコの観光事業により1,050万人に増加している。2011年のイスタンブールの2つの国際空港は5,000万人以上の旅客を扱っている。
イスタンブールはまた世界の主要な会議の目的地の一つであり、世界有数の国際的な団体や機関にとってはますます人気のある選択肢となっている。イスタンブールの会議の魅力は3つに分かれた会議と展示エリアにより発展した。カンファレンス・ヴァレー（イスタンブールコンベンション・エキシビジョンセンター、イスタンブールヒルトン・コンベンション・エキシビジョンセンター、軍事博物館文化センター・ジェマイルレシィトリーコンサートホール）、空港・エキシビジョン地区（150,000m2）、CNR国際博覧センターの周辺の展示スペース）、ビジネス・金融地区（多くの分散型のセンターを含む）がある。これらが集まったエリアは宿泊施設、会議場、展示スペースが結合したのが特徴である。これらは個々にでもイスタンブールメトロの輸送を通じて総合的に使うことも出来、10,000人またはそれ以上の参加者に対応している。

## 文化
イスタンブールは歴史的に文化的な中心として知られているが、トルコ共和国の中心がアンカラに移ると文化的なシーンは停滞した。新しい政府はトルコ人に音楽の伝統とくにヨーロッパ由来の音楽に適用させようと新しい計画を確立したが、音楽の機関や海外の古典音楽の芸術家は主に新しい首都に集中した。多くのトルコの文化的なシーンはイスタンブールにルーツを持っていたが、文化的な重要性が単にその過去の栄光に基づくだけでない都市として再びグローバルに現れることは1980年代や1990年代までなかった。

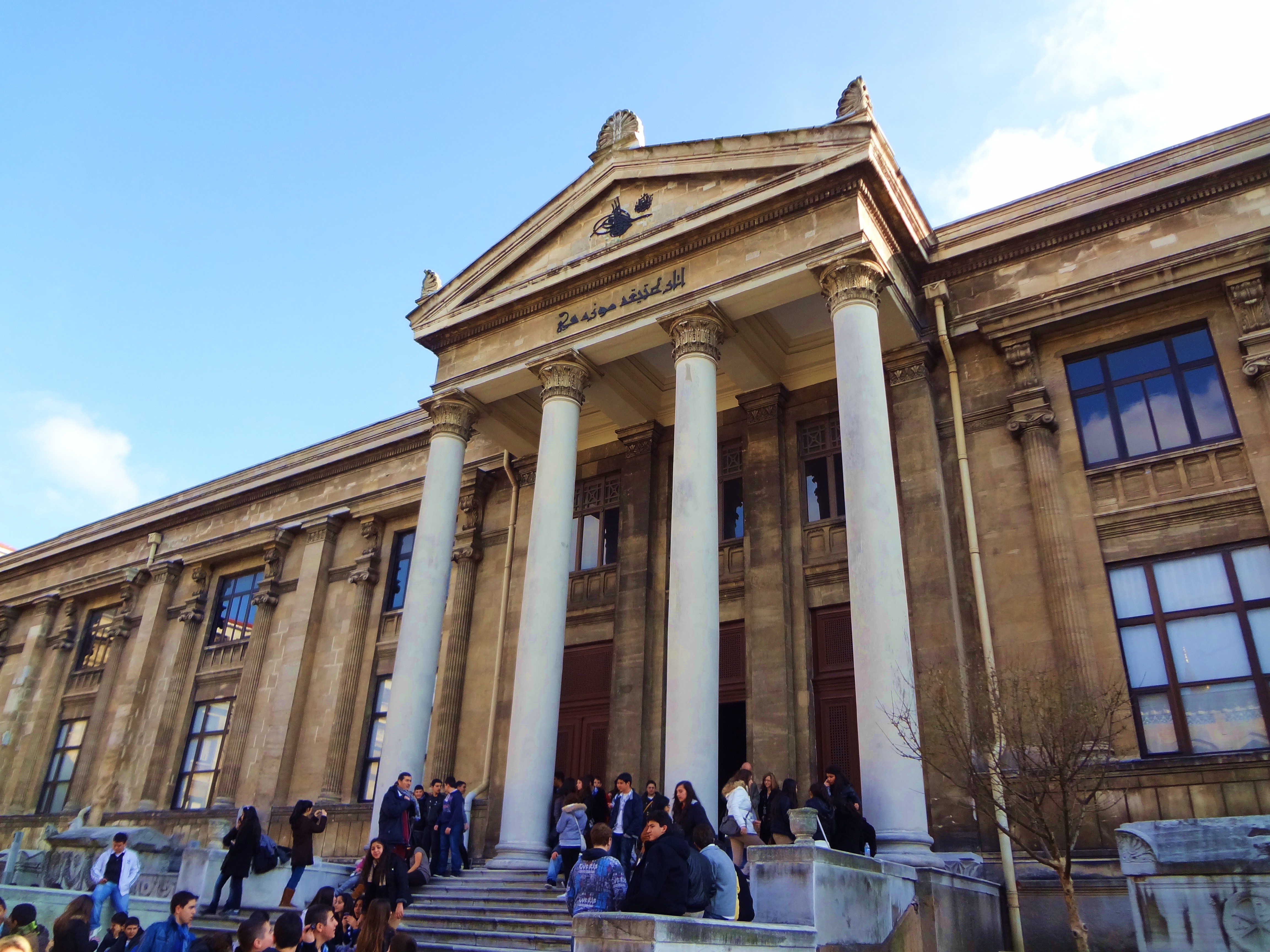
イスタンブール考古学博物館は1891年にオスマン・ハムディ・ベイにより創設されたトルコ最古の近代博物館。

### 美術館・博物館
19世紀末までにはイスタンブールは都市自体、この地域の芸術の中心としてトルコやヨーロッパ、中東などから街に芸術家を集めていた。アンカラをトルコの文化の中心として作る努力にもかかわらず、1970年代までイスタンブールはトルコの主要な芸術関連の機関が置かれていた。さらに、1980年代には大学やアートジャーナルが新たにイスタンブールに創設され、以前はアンカラを拠点としていた芸術家が移って来ている。
ベイオールは街の芸術の中心として一変し、若い芸術家や以前は海外に暮らしていた年長のトルコの芸術家が基盤をこの場所に見付けている。イスタンブール現代美術館、ペラ美術館、サキプ・サバンジュ美術館、サントラル・イスタンブールなどモダンな美術館は2000年代に開館し、展示スペースやオークションハウスは都市の国際的な雰囲気への寄与を引き立てるものになっている。
しかし、これらの美術館は未だに歴史的な半島にあるトルコの近代的な博物館の先駆けとなったイスタンブール考古学博物館やトルコ・イスラーム美術博物館ほどの人気は得ていない。

### 映画
トルコでの最初の映画上映は少なくとも1896年のユルドゥズ宮殿で、パリで技術が公開された丁度1年後であった。映画館はベイオールで急速に現れ始め、今ではイスティクラル通りの名で知られる通り沿いに映画館は集中していた。トルコの映画産業は1950年代まで発展は無かったが、イスタンブールは初期のトルコの映画の中心であった。それ以来、イスタンブールはトルコで最も人気がある映画やドラマ、コメディーの製作の場所である。トルコの映画産業は世紀の後半に強化されるが、それは『ウザク』Uzak（2002年）、『私の父と私の息子』Babam ve Oğlum（2005年）まで無く、イスタンブールで撮影されたこの2つの映画はトルコ映画としてかなりの国際的な成功を見始めた。イスタンブールとその絵のような美しいスカイラインは多くの海外映画の舞台となり、『トプカピ』（1964年）や『007 ワールド・イズ・ノット・イナフ』（1999年）、『ザ・インターネット2』（2006年）、『ミッション・イスタンブール』（2008年）などがある。

### イベント
文化的な再現と同時にイスタンブールでは文化的な催しが創設され、1973年頃からトルコや世界中から様々な芸術が披露し始められた。フラグシップとなるイスタンブール国際映画祭やイスタンブール国際ジャズフェスティバルは1980年代初期から行われている。現在では専ら音楽やダンスだけを中心とした、以前のイスタンブールフェスティバルは1994年以来、イスタンブール国際音楽祭として知られている。元のイスタンブールフェスティバルから発展した祭典で最も顕著な催しにはイスタンブール・ビエンナーレがあり、1987年以来2年ごとに開催されている。初期の姿はトルコの視覚芸術を披露する目的であったが、国際的なアーティストに開放されて以来、ヴェネツィア・ビエンナーレやサンパウロ・ビエンナーレと並び権威あるビエンナーレとして評価が上がって来ている。

### レジャー・エンターテイメント

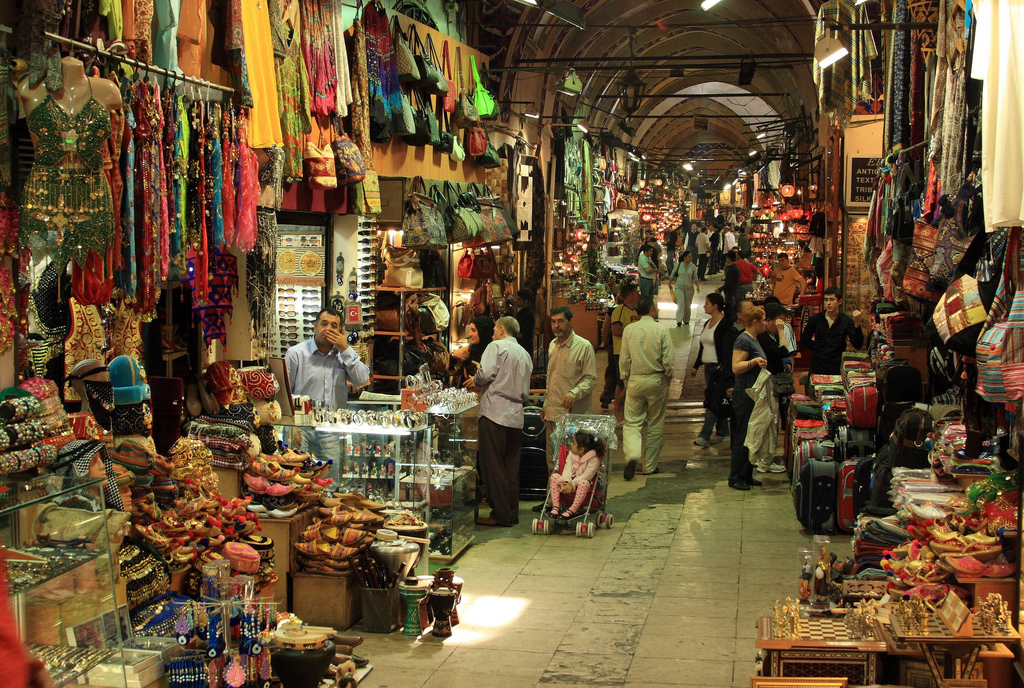
グランドバザールは世界最大規模の屋内市場の一つ。

イスタンブールには歴史的なものから現代のものまで多くの商業施設がある。カパルチャルシュ（大バザール (イスタンブール)）は1461年以来市場が開かれており、世界最古で最大の屋内市場である。ムハマトパシャ・チャルシュは青空市でカパル・チャルシュからエジプシャン・バザールにかけ広がっている。エジプシャンバザールは1660年以来、イスタンブールのメジャーな香辛料の市として開かれている。ガレリア・アタキョイはトルコのモダンなショッピングモールの先駆けとして1987年に開業した。それ以来、モールは歴史的な半島の外のメジャーなショッピングセンターになっている。アクメルケズは1995年と1996年に「欧州最高」、「世界最高」のショッピングモールのタイトルをショッピングセンター国際評議会より与えられている。イスタンブール・ジョヴァヒルは2005年に開業しそれ以来、欧州最大のショッピングモールである。カニヨンショッピングモールは2006年に建てられた商業建築カテゴリーで都市景観建築評価賞を獲得している。
ニシャンタシュのアブディイペクチ通りとアナトリア側のバグダード通りは高級ショッピング地区へ発展している。

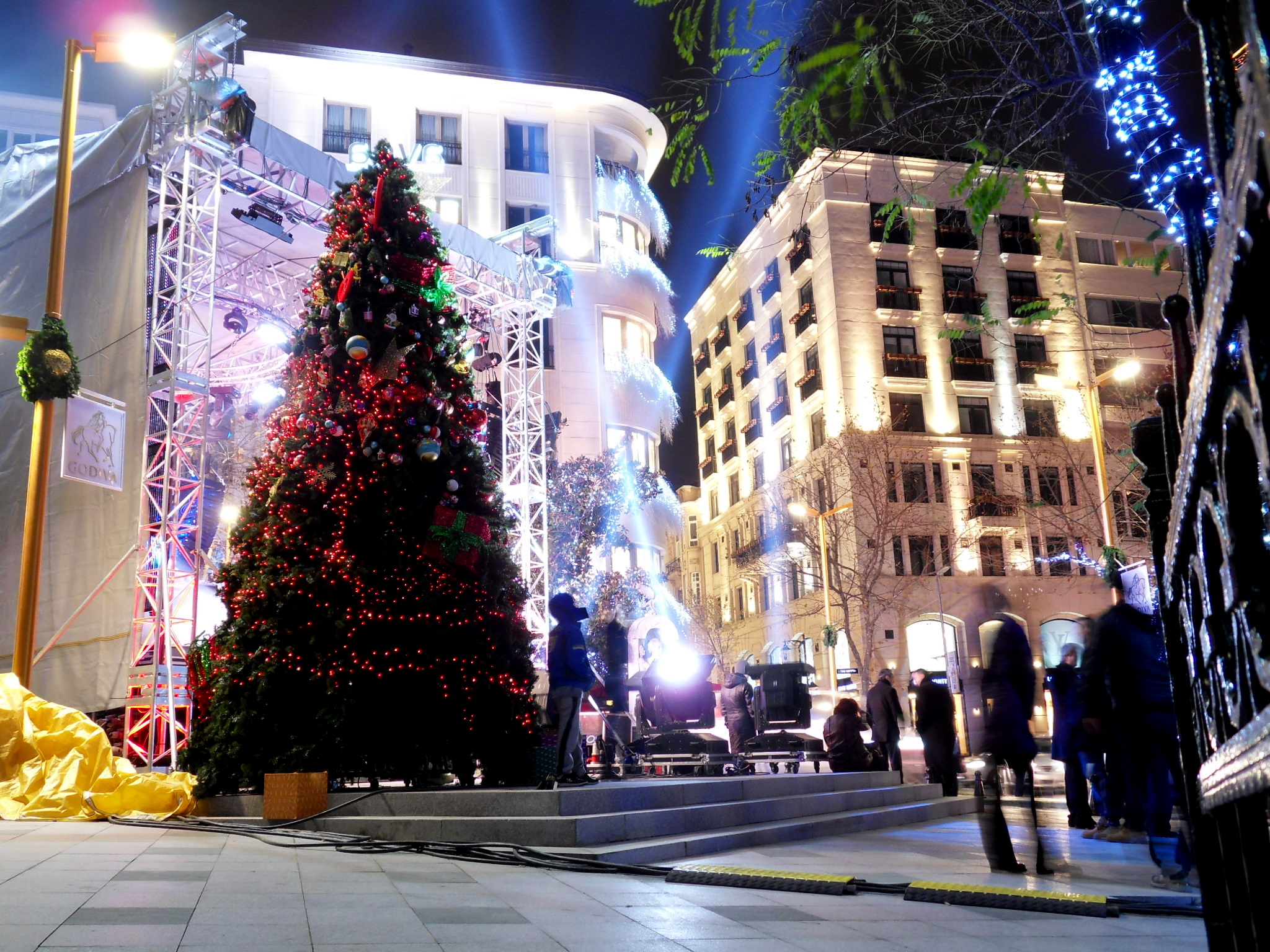
大晦日のニシャンタシュのデコレーション

典型的なケバブのようなトルコ料理と並んでイスタンブールは、歴史的なシーフードレストランでも有名である。市内の多くの最も評判な店や高級な店はボスポラス海峡の海岸にあり、マルマラ海に沿ったクムカプ地区には歩行者ゾーンがあり周辺には約50のレストランがある。イスタンブール中心部から15km離れたプリンスィズ諸島もシーフードで有名で、ここは自動車のない、静かで穏やかな雰囲気の歴史的な夏の別荘地であり、イスタンブールっ子や外国人観光客に人気の観光地である。
外国の料理を特徴としたレストランは主にベイオール地区に集中している。イスティクラル通りに沿った、チチェキ・パサジュはワインハウス（メイハネとしても知られる。）やパブ、レストランが入っている。イスティクラル通り周辺の他のいくつかの地区ではベイオールのナイトライフに応えるため最近では改装され、以前の商店街は現在ではパブやカフェ、生演奏が行われるレストランが林立している。他のイスタンブールのナイトライフの中心的な場所にはニシャンタシュやオルタキョイ、ベベック、カドゥキョイなどがある。

## スポーツ

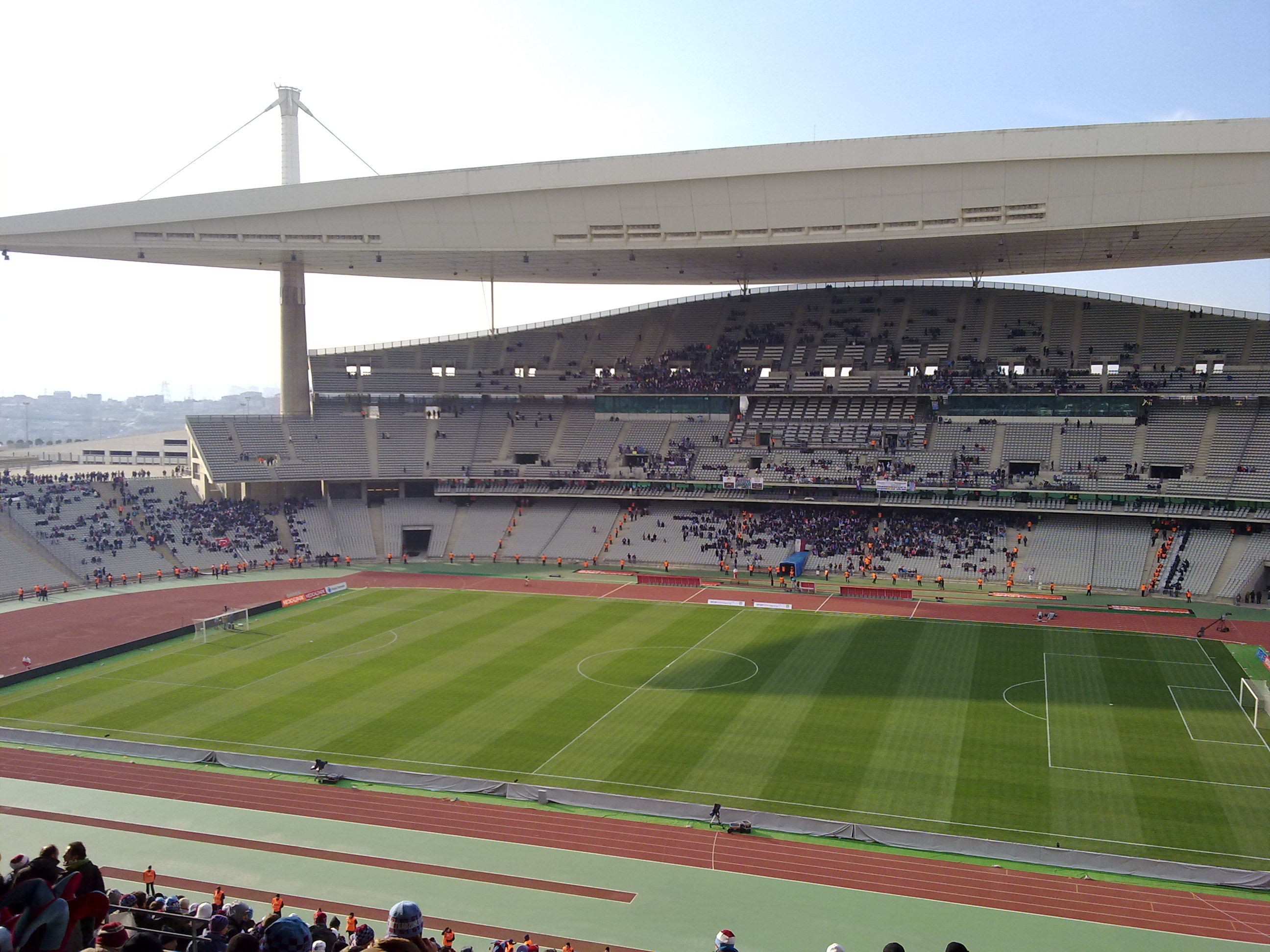
76,092人の観客を収容可能なアタテュルクオリンピックスタジアムはトルコ最大の多目的スタジアム

イスタンブールにはいくつかのトルコで最も古いスポーツクラブがある。ベシクタシュJKは1903年に創設され、数あるクラブチームの中でも最古のものと考えられている。初期にはトルコで唯一のクラブチームで、時折トルコの代表チームとしてプレーしていた。サッカーのクラブチームは国内の争いでそれぞれの優位な時期を見て来たが、ガラタサライやフェネルバフチェSKは国際大会では善戦し、プロサッカー1部リーグスュペル・リグで最も多くの優勝回数を誇っている。ガラタサライとフェネルバフチェSKはボスポラス海峡を挟んで長年にわたりライバル関係にあり、ガラタサライは市内のヨーロッパ側にフェネルバフチェSKはアナトリア側に本拠地を置いている。
イスタンブールにはエフェス・ピルゼン S.K.、ベシクタシュJK、フェネルバフチェ・ユルケル、ガラタサライ・メディカルパークの4つのクラブチームがあり、プロバスケットボール1部リーグのターキッシュ・バスケットボール・リーグでプレーしている。
イスタンブールには2000年から多くのスポーツ施設が建設されたり改良されており、夏季オリンピックの招致活動が行われている。アタテュルク・オリンピックスタジアムはトルコ最大の多目的スタジアムで、2002年に竣工し国際陸上競技連盟では最上級に分類される陸上競技施設である。スタジアムではUEFAチャンピオンズリーグ 2004-05 決勝が開催され、イスタンブール・ビュユクシェヒル・ベレディイェ・アンカラスポルのホームフィールドとして残っている。シュクリュ・サラジオウル・スタジアムはフェネルバフチェSKのホームフィールドで、改修工事が竣工した3年後にUEFAチャンピオンズリーグ 2008-09 決勝が開催された。2011年にはトルコ・テレコム・アリーナが完成し、ガラタサライのホームであったアリ・サーミ・イェンスタジアムから置き換わった。3つ全てのスタジアムはUEFAスタジアムカテゴリーでカテゴリー4に分類され、UEFAチャンピオンズリーグを開催するのに適したスタジアムである。

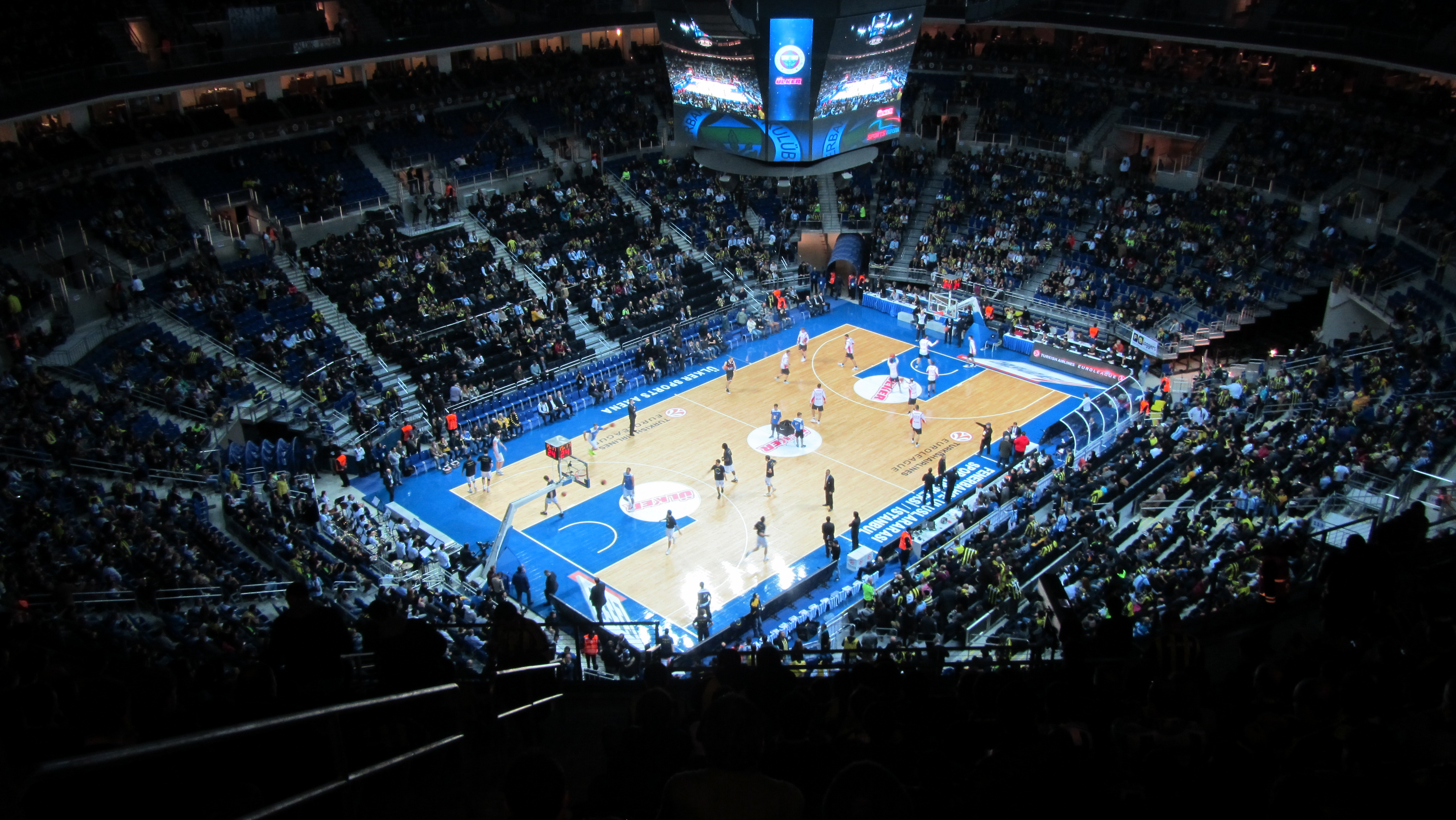
ウルケルスポーツアリーナは2012年に開業し、バルケットボールやバレーボールのクラブチームであるフェネルバフチェ・ユルケルのホームコート。

スィナン・エルデム・ドームはヨーロッパ最大の屋内アリーナの中に含まれ2010年バスケットボール世界選手権や2012年世界室内陸上競技選手権大会、2011-12ユーロリーグの準決勝が開催されている。
2010年にシナン・エルデムドームが完成するまでアブディ・イペクチ・アリーナがイスタンブールの主要な屋内アリーナで2001年バスケットボール男子欧州選手権が開催された。他の屋内アリーナの中には2000年から運営されているBJKアクアトラルアリーナが含まれ、イスタンブールのスポーツクラブのホームコートを提供している。より最近では13,800席を備えるウルケルスポーツアリーナは2012年に開業し、フェネルバフチェ・ユルケルのホームコートにしている。建設ブームにもかかわらず、2000、2004、2008、2012年のオリンピック招致やUEFA EURO 2012、UEFA EURO 2016の招致は失敗に終わっている。イスタンブールは、2020年夏季オリンピックに向けて招致活動 (en) を行っていた。2013年9月7日に開催都市が発表されたが、決選投票で東京に敗れている。
イスタンブール・パークは2005年に世界ツーリングカー選手権が2006年にル・マン・シリーズが開催されているが、それ以降はどちらも開催されていない。2005年から2011年の間、イスタンブール・パークでは毎年開催されるトルコグランプリが行われていたが、資金難から将来の開催は不確実さが残る。イスタンブールセーリングクラブは1952年に創設され、イスタンブールやその周辺の航路で行われるショーケースとなる競技を毎年行っている。
トルコオフショアレーシングクラブも主要なレースを主催しており、もっとも権威あるレースである海兵隊杯も含まれる。イスタンブールでは時折、F1パワーボート世界選手権も開催され最後に開催されたのは2000年で、ボスポラス海峡で開かれた。

## メディア

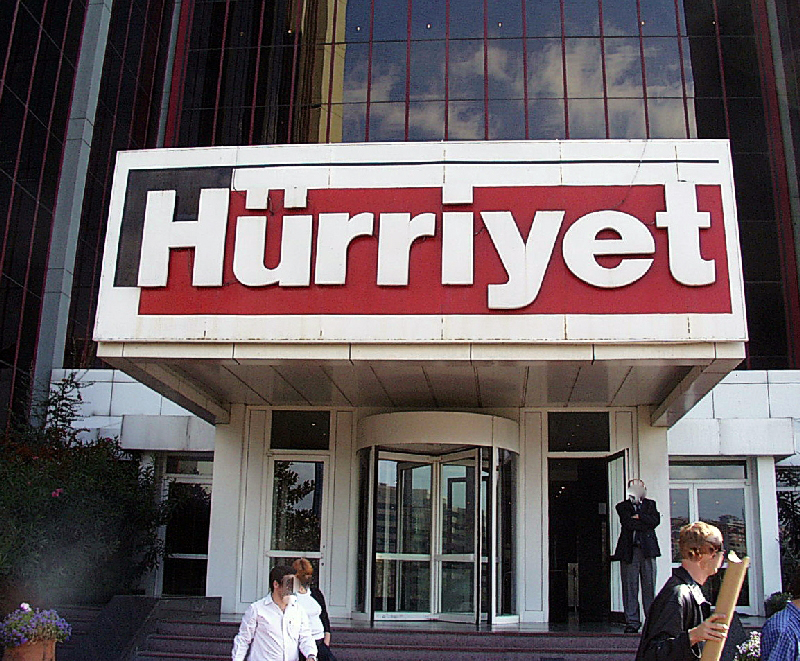
1948年に創刊したHürriyetはトルコで最も読まれている新聞。

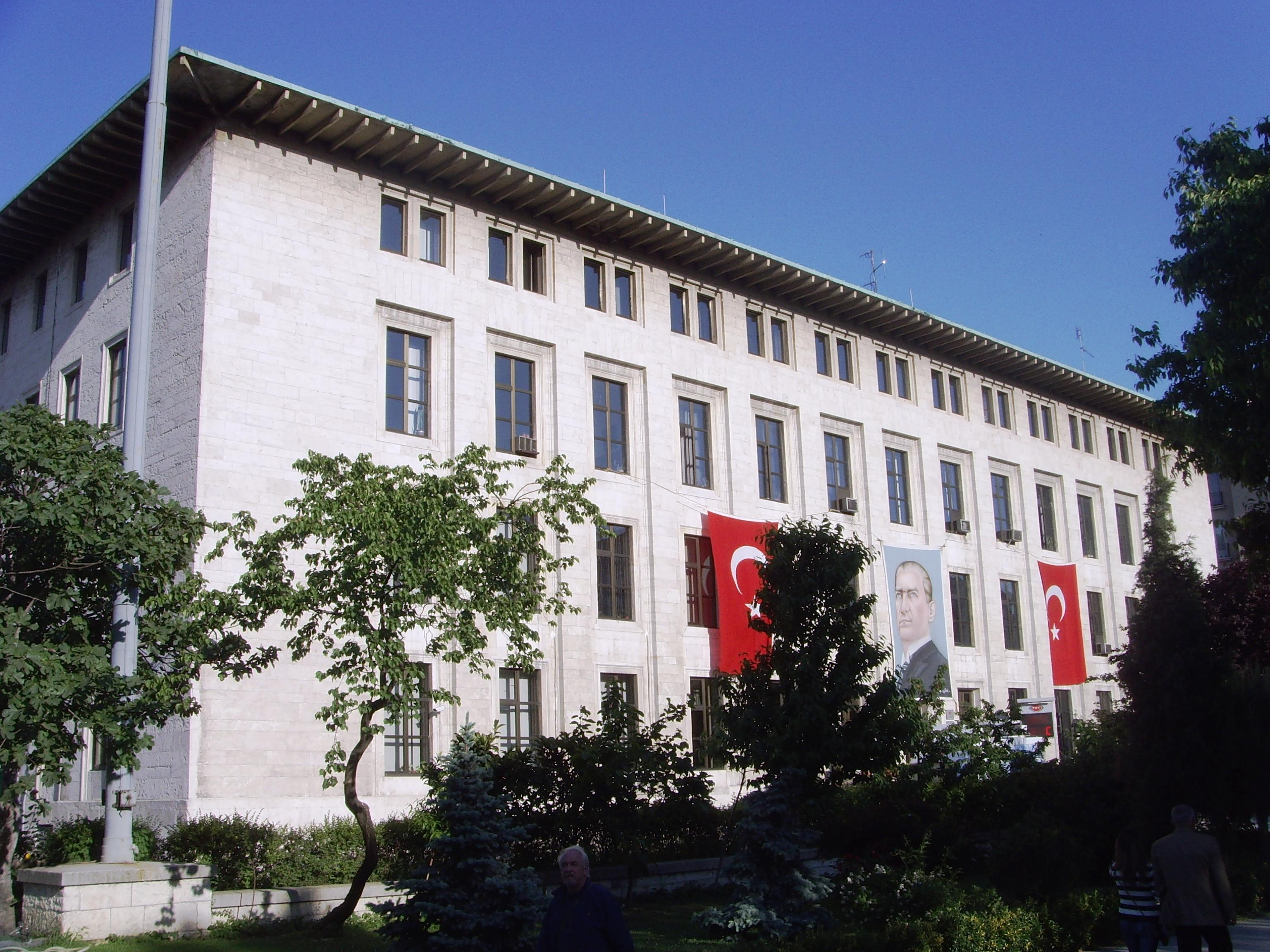
国営の TRT'sの本社。イスタンブールではラジオも放送。

ほとんどの国営のラジオ局やテレビ局はアンカラをベースとしているが、イスタンブールはトルコメディアの最も重要なハブである。メディア産業のルーツは、オスマン帝国の首都であった時代の1831年に最初にトルコで発行された新聞であるTakvim-i Vekayi（情勢の暦）にある。ジャガログル通りでは新聞が印刷され、バーブ・アーリ通り Bâb-ı Âli は金角湾を越えたベイオールとともに急速にトルコの印刷メディアの中心となった。今日、イスタンブールでは幅広い種類の定期刊行物が発行されている。ほとんどの全国紙はイスタンブールを拠点として、同時にアンカラやイズミル版がある。

### 新聞
イスタンブールを拠点とするザマン新聞は1986年の創刊と歴史が浅いが、トルコでは最も広く流通している新聞で週に100万部が発行されている。ポスタ新聞、ヒュッリイェト、サバ新聞、ハバールテュルクの各新聞はトルコの5大紙で、それぞれ毎週20万部以上を売り上げている。ヒュッリイェトの英字版であるヒュリットデイリーニュースは1961年より発行されていたが、2007年にザマン新聞により発行された英字紙のトゥデイズ・ザマンが発行部数で追い抜いた。いくつかの小さな新聞社の中にはイスタンブールを拠点とするミッリイェトやチュムフリエットのような人気の発行者も含まれる。

### ラジオ
イスタンブールでのラジオ放送の開始は1927年に遡り、最初のラジオ電波の送信はエミノニュ Eminönü の中央郵便局の上から行われた。後の数10年間で設立された他のラジオ局と先の放送の管理は最終的には国営のトルコ国営放送（TRT）の下になり、1964年の設立から1990年までラジオやテレビの放送を独占していた。今日、TRTは4局の国営ラジオ局を運営しこれらの放送局はトルコの人口の90%以上をカバー出来るように全国に送信所を持っている。Radio 2は唯一イスタンブールに拠点を置いており、教育番組からスポーツ競技の放送までをカバーしトルコでは最もポピュラーなラジオ局である。イスタンブールのラジオ放送はトルコでは一番賑やかで主にトルコ語や英語の番組内容を特徴としている。両方の内容を放送する希有な放送局にはアチクラジオ (94.9 FM) がある。トルコでは初の民放ラジオ局で初の海外音楽を特徴とする1992年に設立されたメトロFM (97.2 FM) も含まれる。国営のRadio 3はアンカラを拠点とするが英語のポップスを特徴とし、NTV Radyo (102.8 FM) は英語のニュース番組を放送している。

### テレビ
TRT-Children はTRTのテレビ局で唯一、イスタンブールを拠点としている。それにもかかわらず、イスタンブールにはいくつものトルコの放送局や国際的な報道機関の拠点が置かれている。イスタンブールを拠点とするトルコスターテレビはTRTのテレビ放送の独占が終わった後に始めて設立された民放局である。スターテレビと同じくイスタンブールを拠点とするショーテレビは全国的に人気が高いままで、トルコやアメリカのシリーズ物の番組を放送している。サマンヨルテレビ、カナルD、トルコATVや他のイスタンブールのテレビ局はニュース番組やシリーズ番組の混成で放送される。トルコNTV（アメリカのMSNBCと提携）とSky Turkもイスタンブールを拠点とするが、主にトルコを視聴範囲としたニュースを放送している。BBCはイスタンブールに地域事務所を置きトルコ語ニュースの運営を援助しているのに対し、アメリカのニュース専門チャンネルCNNは1999年にトルコ語放送のCNNトルコを1999年に設立した。ビジネスとエンターテイメントのチャンネルであるCNBC-eもイスタンブールを拠点とし、2000年から放送を開始した。

## 教育

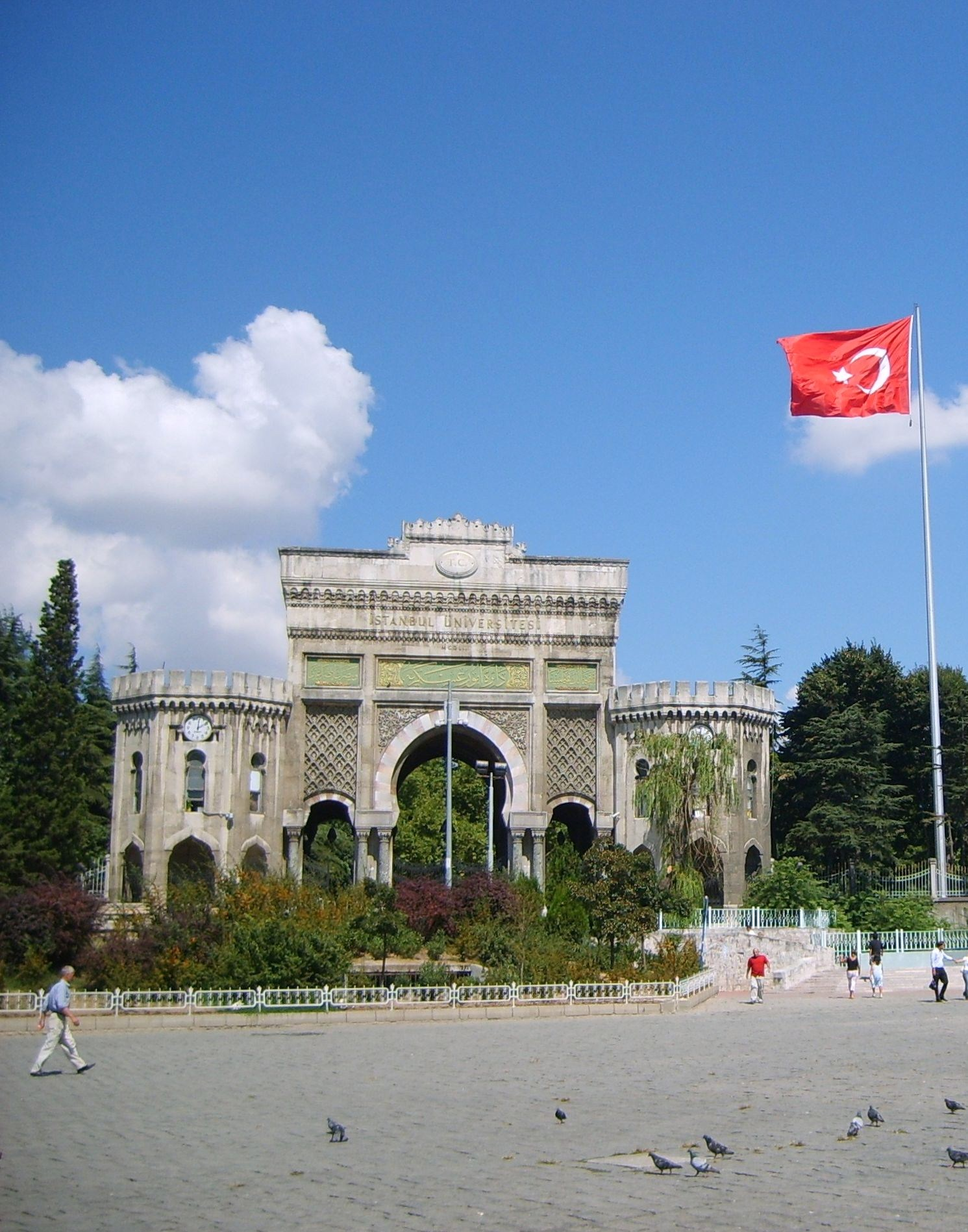
イスタンブール大学の入口。市内ではトルコの最古の教育機関

イスタンブール大学は1453年に創設された、市内にある最古のトルコの教育機関である。元はマドラサで、大学には法律、医学、科学部門が19世紀に創設されトルコ共和国が建国されてからは宗教から分離された。イスタンブール工科大学は1773年にオスマン帝国海軍の技術学校として創設されたのが起源で、工科に特化した大学としては世界で3番目に古い大学である。これらの公立大学は市内にある8つの内の2つで、他の有名なイスタンブールの国立大学にはミマール・スィナン芸術大学が含まれ1970年代までトルコで最も重要な芸術に関する機関で、マルマラ大学はトルコでは3番目に大きな高等教育機関である。イスタンブール文化大学は2010年に創設された一番新しい公立大学で、11の学部を通して2年間の学位取得過程を提供している。
イスタンブールの著名な大学には政府の支援があるが、市内には多くの著名な私立の機関もある。最初の近代的な私立大学としてロバートカレッジは1863年にアメリカからの団体により設立された。高等教育部門は1971年にボアズィチ大学に移行され、残りの部門はアルナウトゥキョイ Arnavutköy にロバートカレッジの名の下、全寮制学校として残った。私立大学はトルコでは公式には1982年のトルコの憲法により非合法となったが、1970年当時イスタンブールにあった15の「高校」は事実上の大学であった。イスタンブールで1982年以来、最初の私立大学が設立されたのは1992年のコチ大学で他に数十の大学が10年の間に開学している。
今日、市内には少なくとも30の私立大学がありイスタンブール商科大学やカディル・ハス大学も含まれる。

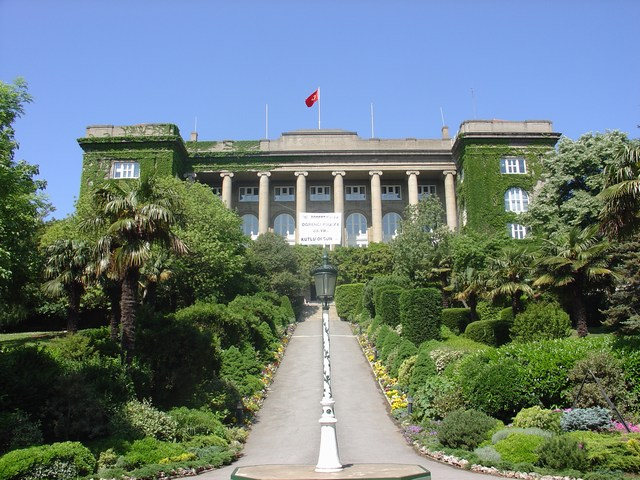
ボアズィチ大学はアメリカの寄宿学校であったロバートカレッジの高等教育部門が移行したのが始まり。

2007年には約4,350の学校があるが、そのうちの半数は小学校で各校平均688人の生徒が在籍する。近年ではイスタンブールの教育システムは大幅に拡大してきており、2000年から2007年にかけて学級数や教師の数は倍近くに生徒の数は60%以上増加している。
ガラタサライ高校は1481年にガラタ宮殿帝国学校として設立されたイスタンブールでは最古の高校で、市内でも2番目に古い教育機関である。この学校はバヤズィト2世の命により建てられ、さらなる帝国の成長を強化するための手段として多様な背景を持つ学生を教育しようとした。トルコのアナトリアン高校の1つで、外国語での教育に重点を置くエリート公立高校である。ガラタサライは例えばフランス語で教育が行われ、他のアナトリアン高校はトルコ語と並んで英語やドイツ語で主に授業を行っている。市内にはまた、リセオ・イタリアーノなど外国の高校もあり、外国人を教育するために19世紀に設立された。
イスタンブールの他のいくつかの高校は独自の教育や入学条件を特徴としている。クレリ軍事高校はボスポラス海峡の岸に沿ったチェンギャルキョイにあり、トルコ海軍高校はプリンスィズ諸島のヘイベリ島にあり、これらは軍の高校で、トルコ空軍士官学校やトルコ軍士官学校、トルコ海軍士官学校などを補完するものである。他の重要な高校にはダルシュファカ高校があり、少なくとも一方の親が居ない全国の子供に無料で教育を行っている。ダルシュファカでは第4学年で英語の授業が始まり、第6学年で第二外国語であるドイツ語とフランス語の授業が始まる。他の市内の有名な高校には1908年に設立されたカブタシュ・エルケクリセや1955年に設立されたカディキョイ・アナドルリセが知られている。

## 公共サービス

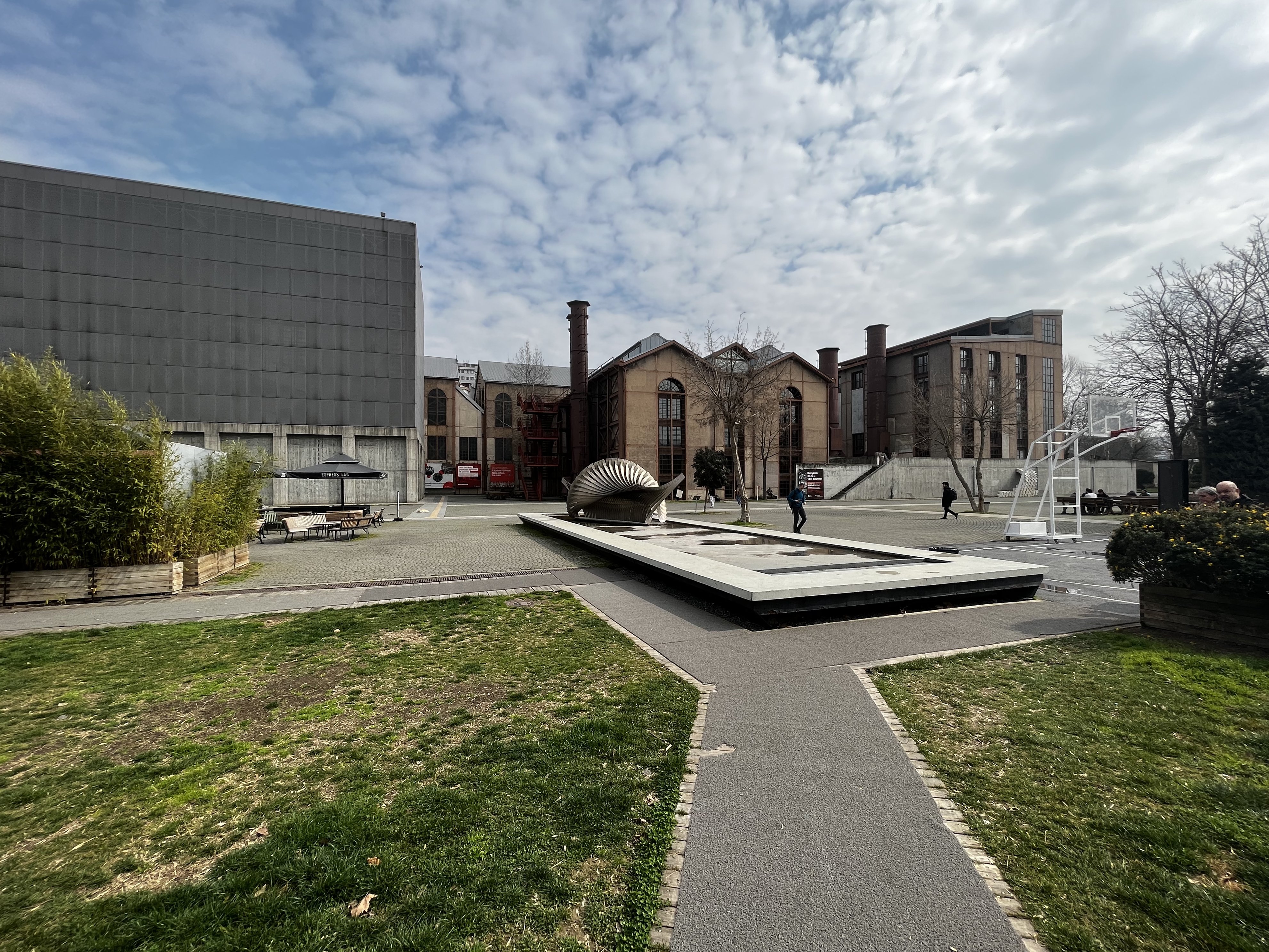
シラフタラガ発電所は現在は美術館で、1914年から1952年の間はイスタンブールの唯一の電力源

イスタンブールの最初の水道システムは街の歴史の初期に遡りヴァレンス水道橋のような水道橋により水は当時街の多くの貯水池に蓄えられていた。
スレイマン1世の命令によりキクチェシュメ Kırkçeşme 水道網が1563年までに建設され、この水道網は毎日 4,200立方メートルの水を158箇所に送水していた。後には公の要求によって、多くの水源からアフメト3世の泉のような公共の泉へ導管を使い送水された。今日のイスタンブールでの塩素処理やろ過した水道水の供給や、下水処理のシステムはイスタンブール上下水道局（İSKİ）により管理されている。
シラフタラガ発電所Silahtarağa は金角湾沿いの火力発電所で最初の機関室が完成した1914年から1952年までイスタンブールの唯一の電力源であった。トルコ共和国建国後は都市の電力需要の増加に対応し発電所は幾度も施設の改装を受け、1923年の23 MW から1956年にはピークの 120 MW に容量が増加した。発電所の容量は次第に減少し、経済的な理由により1983年に閉鎖された。発電と送電を独占する国営のトルコ電力庁（TEK）が1970年から1984年の間設立されていたが、現在ではトルコ発電送電会社（TEAŞ）とトルコ配電会社（TEDAŞ）に分けられ、完全な民営の電力公益事業者である。

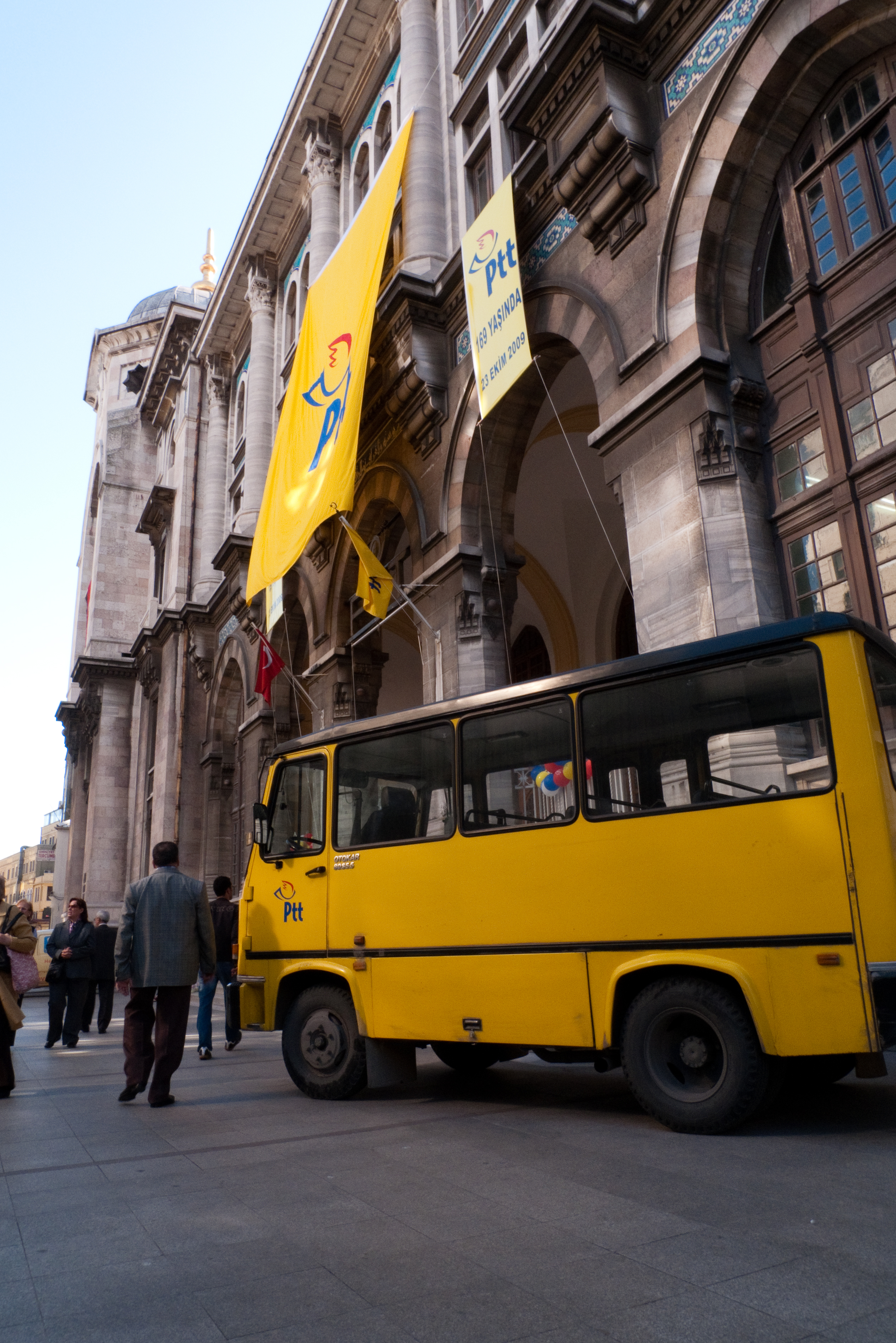
1909年に遡る現在のイスタンブールの中央郵便局

オスマンの郵便・電信省は1840年に創設され最初の郵便局である帝国の郵便局はイェニモスクの中庭近くに開局した。1876年には最初の国際郵便網がイスタンブールと広大なオスマン帝国の領地を超えた間に開設された。皇帝アブデュルメジト1世は1847年にサミュエル・モールスに最初の公式な特許を授与し、最初の電信線がイスタンブールとエディルネの間に建設され1856年のクリミア戦争終戦の通知までには完成している。初期の電話回線はイスタンブールでは1881年頃に出始め、後に最初の手動の電話交換機が1909年にイスタンブールで運用が始まり郵便・電信省は郵便・電信電話省になった。イスタンブールの通信インフラはその後、大幅に発達している。GSMの携帯電話網がトルコに到達したのは1994年のことで、イスタンブールは最初にサービスが提供された都市のうちの1つであった。今日、携帯電話と固定電話のサービスは、1995年に郵便・電信電話省からトルコテレコムが分離されて2005年に民営化されて以降いくつかの民間事業者により提供されている。郵便事業は今も郵便・電信機構の管理下で国営として残っており PTTの頭文字は保っている。
2000年にはイスタンブールには137の病院があり、そのうちの100は私立の病院であった。トルコの国民は国営の病院で医療助成が受けることができる。公立病院は混雑しているか遅い状態で、私立の病院は余裕がある人には適している。私立の病院はここ10年ほどで顕著に増加し外来患者の私立病院の利用割合も2005年と2009年を比較すると6%から23%に増加している。多くの私立の病院や一部の公立病院はハイテク設備を備えMRIも含みまた医療研究センターと関連付けられている。トルコは他の国よりもより多くのアメリカを基盤とする医療施設認定合同機構の認定を受けた病院があり、ほとんどは大都市に集中している。とくに私立病院の高い質の医療は急増するトルコへの医療観光に貢献し、2007年から2008年に40%増加した。レーザー眼科手術はとくに医療観光の患者の間で広まっており、トルコは手続きで特化していることで知られている。

## 交通

### 道路

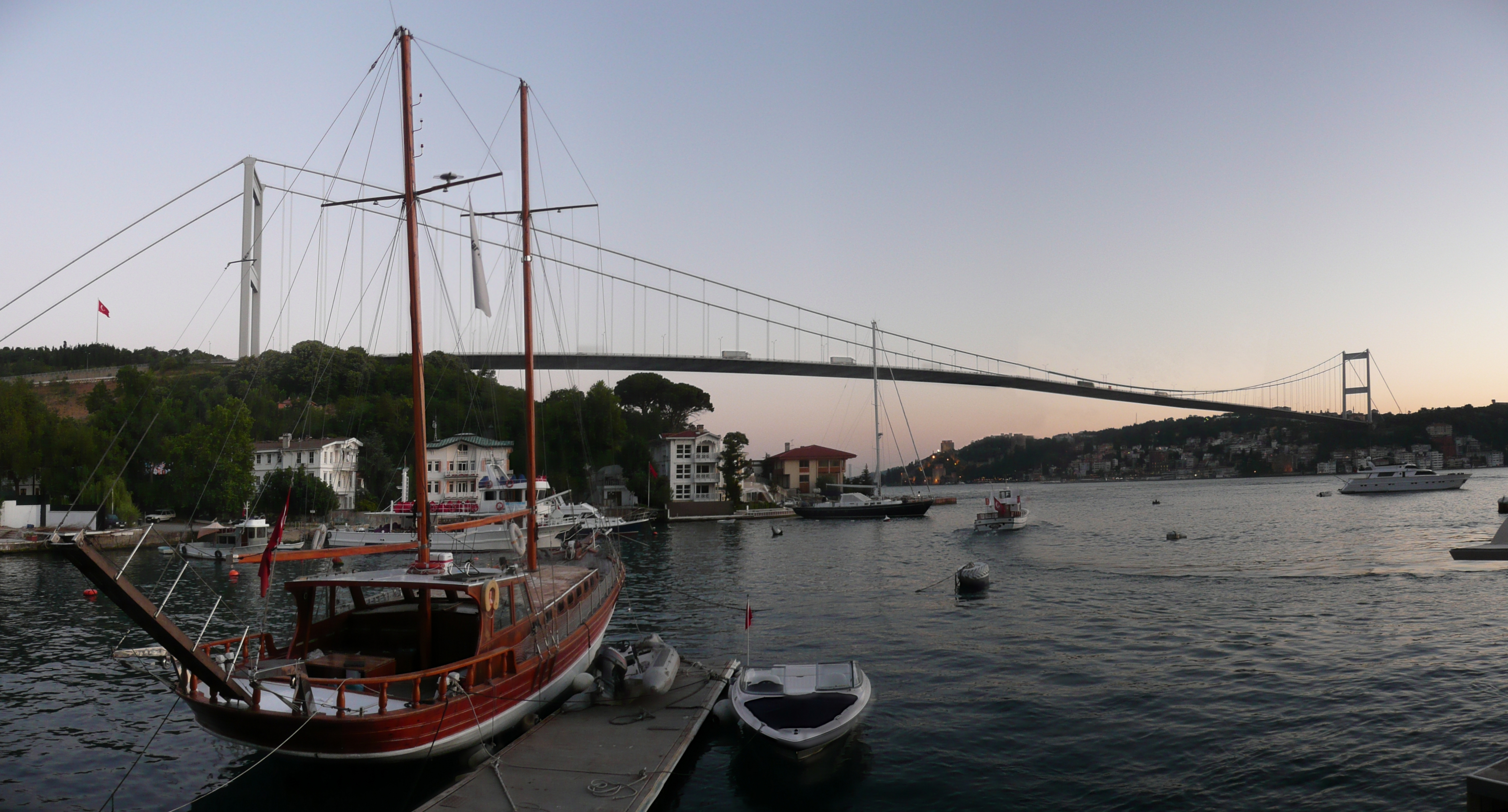
ファーティフ・スルタン・メフメト橋はボスポラス海峡に架かる吊り橋の一つ

イスタンブールの主要な自動車道路にはオトヨル1号線（O-1）、オトヨル2号線（O-2）、オトヨル3号線（O-3）、オトヨル4号線 (O-4) がある。O-1は街の内側の環状道路を構成しボスポラス橋を渡っており、O-2は街の外側の環状道路で ファーティフ・スルタン・メフメト橋（第二ボスポラス橋）を通っている。O-2はエディルネに続いており、O-4は東側のアンカラへと続いている。O-2、O-3、O-4はつながり合って、ポルトガルからトルコ、イラン国境までの欧州自動車道路E80号線の一部を構成している。2つのボスポラス海峡に架かる橋はトルコのアジア側とヨーロッパ側を結び、2つの橋で毎日40万台もの自動車交通を扱っている。14.6kmの2本で構成されたアブラシャトンネルがクムカピ Kumkapı、ファティヒ Fatih とセリミエ Selimiye、ユスキュダル Üsküdar 間のボスポラス海峡の下で現在建設中である。
第3ボスポラス橋は1990年代初期に最初に構想されたが、最終的に実現可能であると言うことでプロジェクトが2012年に正式に着手された。これらの新たなトンネルと橋の計画は2015年には完成の見込みである。

### 公共交通

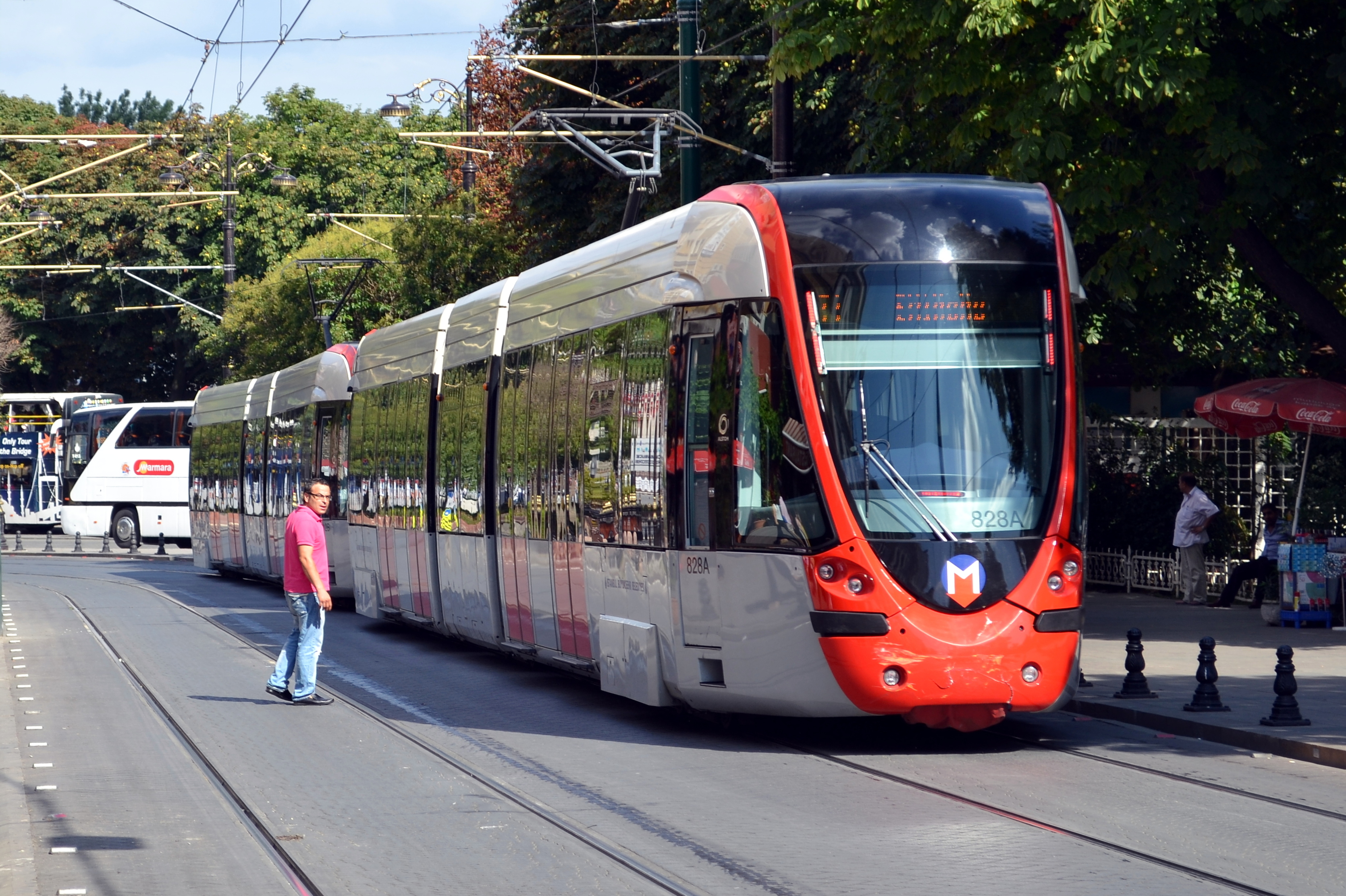
イスタンブールの近代的なトラム。1872年に登場した馬車軌道からの長い道程がある。

イスタンブールの公共交通網は路面電車、ケーブルカー、地下鉄路線、路線バス、バス・ラピッド・トランジット、フェリーなど複合的なシステムで構成されている。交通機関の運賃は2010年に導入されたICカードシステムであるイスタンブールカルトか以前からの電子チケットデバイスであるアクビルに統合され利用されている。
イスタンブールの市電は馬車軌道であった1872年に遡るが1960年代には最初の電化された市電は廃止されている。
イスタンブール市電・チュネル会社（İETT）が運行する市電は1990年代には徐々に復活し、イスタンブールノスタルジックトラムや速いトラム路線が導入され、現在では毎日265,000人を運んでいる。テュネル Tünel は1875年に開業し、世界ではロンドンのメトロポリタン鉄道に次いで2番目に古い地下式鉄道である。この路線は現在でもカラキョイとイスティクラル通りの急な573mの路線を運行しており、よりモダンなケーブル鉄道がタクシム広場とカラキョイの間を2006年から走り始めた。
イスタンブール地下鉄は5つの路線で構成され、4路線が建設中である。
イスタンブールの両側の地下鉄は最終的にボスポラス海峡の下を通るマルマライの海底トンネルにより結ばれ、トラキア側とアナトリア側では史上初となる鉄道による接続が2013年に完了した。計画の完了後にはイスタンブールの鉄道のシェアは現在の3.6%から27.7%に増加すると予想され、これは唯一東京やニューヨークに続くものである。それまでは路線バスが市内両サイドの毎日220万人の輸送を担う。メトロバスはバスの高速輸送網を構成し、ボスポラス橋を横切り専用の車線により目的地まで達している。

### 水運
イスタンブールシーバスは旅客船とカーフェリーを組み合わせボスポラス海峡の両岸やさらには北部や黒海などを結ぶ航路を運航している。İDOはマルマラ海周辺にも就航地があり、自治体が運営するフェリー運航事業者としては世界最大である。イスタンブールのクルーズ船のターミナルはカラキョイにあるイスタンブール港で1時間に1万人の旅客を扱う容量がある。イスタンブールにやって来るほとんどの人たちは空路だが、約50万人の外国人観光客は海路により街へやって来る。

### 鉄道

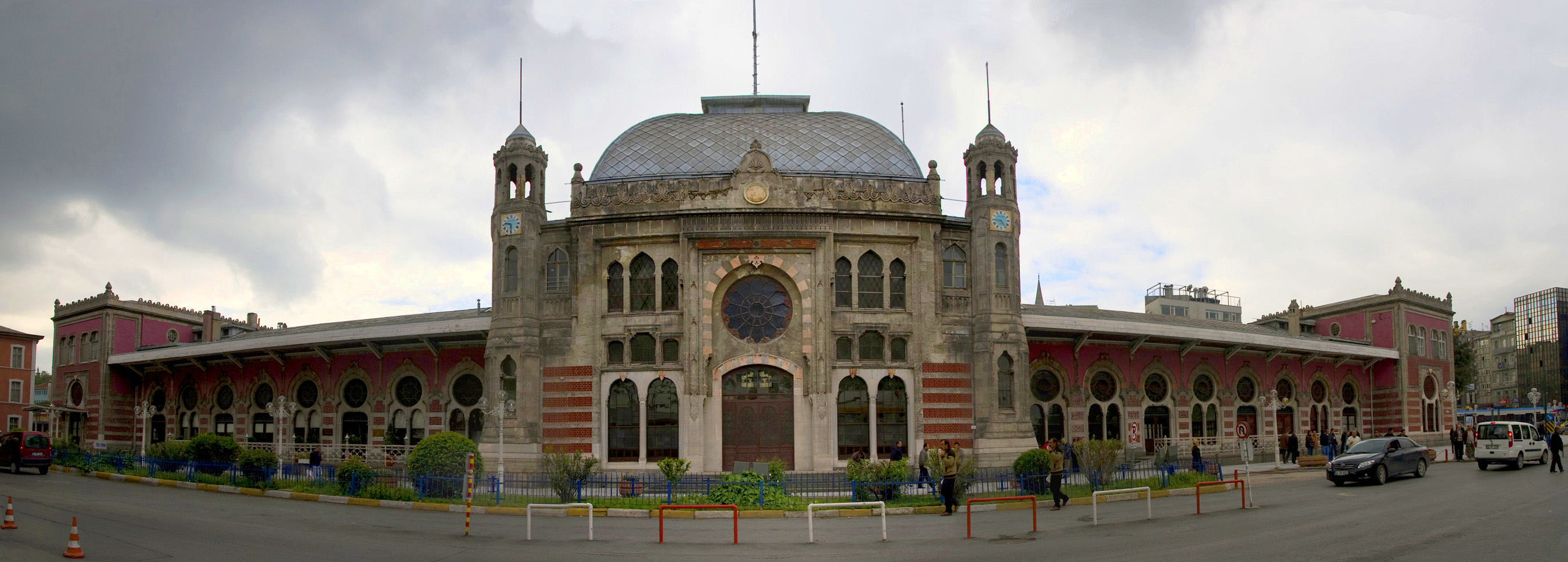
シルケジ駅

イスタンブールで国際間の鉄道が開業したのは1889年のことで、ブカレストとシルケジ駅の間でシルケジ駅は遂にはパリからのオリエント急行の東のターミナル駅として有名になった。ブカレストやテッサロニキからの定期列車の運行は2010年初めまで続けられ、前者はマルマライの工事により中断され後者はギリシャ債務危機の影響による。1908年にハイダルパシャ駅が開業した後は、バグダード鉄道の西のターミナルやヒジャーズ鉄道の延伸に使われた。今日ではどちらの路線もイスタンブールからの直接の運行はない。アンカラやトルコを横断した他の地点への運行は通常トルコ国鉄により行われているが、マルマライやイスタンブール-アンカラ高速線の建設工事のため、2012年2月から一時的に閉鎖されている。マルマライは2013年10月29日に正式に開業し列車の運行が開始された。

### 長距離バス
民間のバス会社は鉄道網によって提供されるサービースを超えて、代わりにより上手く運営されている。イスタンブールの主要バスターミナルはヨーロッパ最大で、毎日15,000台のバスと60万人の旅客を扱いトルコ国内や近隣国をはじめ遠くはフランクフルトまで運行されている。

### 空港

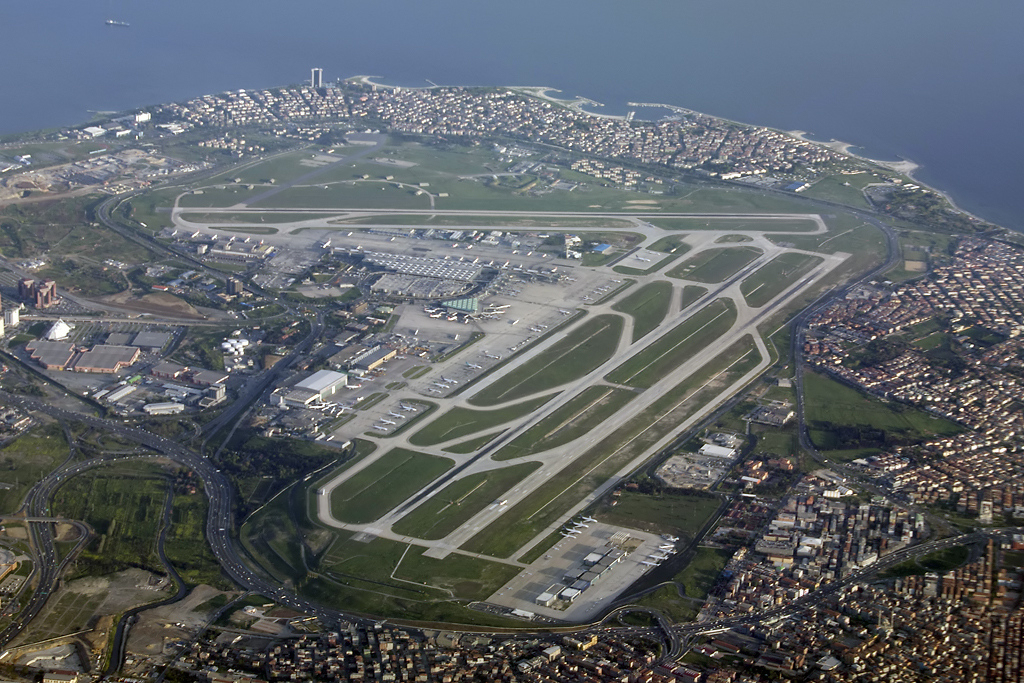
2011年には3,740万人の旅客を扱ったアタテュルク国際空港。長い間イスタンブールのハブ空港であった

- イスタンブール空港・・・2018年10月29日に開港したイスタンブールのメイン空港。2019年4月7日よりアタテュルク国際空港から全面移転が完了し本格運用開始された。計画が完成すると6本の滑走路と巨大なターミナルを備えた世界最大級の規模となる。黒海沿岸に位置し中心地から36㎞離れた場所にある。
- サビハ・ギョクチェン国際空港・・・市中心部の南東45kmの場所にあり、2001年にアタテュルク国際空港の混雑緩和のため開港している。格安航空会社が占めており、イスタンブールの第2の空港として特に2009年に新しい国際線ターミナルが開業して以来、急速に旅行者にはポピュラーになって来ている[331]。サビハ・ギョクチェン国際空港は2011年には1,270万人の旅客を扱っており、国際空港評議会は世界で最も急速に成長している空港としている[332][333]。
- アタテュルク国際空港・・・市中心部の西側24kmの場所に位置し2011年には3,740万人の旅客を扱い、ヨーロッパでは8番目、世界では30番目に忙しい空港であった[334]。2019年4月6日を最後に商用便の運航が停止した。

## 姉妹都市
イスタンブールは以下の都市と姉妹都市の関係にある。
ヨーロッパ
- プリズレン、コソボ
- バクー、アゼルバイジャン[337]
- アムステルダム、オランダ[338][339]
- アテネ、ギリシャ[337]
- ベルリン、ドイツ[340]
- バルセロナ、スペイン[341]
- ブダペスト、ハンガリー[342]
- ケルン、ドイツ[337]
- コンスタンツァ、ルーマニア[337]
- ドゥラス、アルバニア[337]
- フィレンツェ、イタリア[337]
- カザン、ロシア連邦[337]
- ロンドン、イギリス[337]
- オデッサ、ウクライナ[337]
- プロヴディフ、ブルガリア[337]
- プラハ、チェコ[343]
- ロッテルダム、オランダ
- サンクトペテルブルク、ロシア (1990)[344]
- サラエヴォ、ボスニア・ヘルツェゴビナ
- スコピエ、北マケドニア[337]
- ストックホルム、スウェーデン[337]
- ストラスブール、フランス[337]
- ヴェネツィア、イタリア[337]
- ワルシャワ、ポーランド[337]

アジア
- タブリーズ、イラン
- アルマトイ、カザフスタン
- アンマン、ヨルダン
- ベイルート、レバノン
- バンコク、タイ王国
- 釜山広域市、大韓民国
- ダマスカス、シリア
- ドバイ、アラブ首長国連邦
- ホーチミン市、ベトナム社会主義共和国
- エスファハーン、イラン
- ジャカルタ、インドネシア
- ジッダ、サウジアラビア
- ジョホールバル、マレーシア
- カーブル、アフガニスタン
- ラホール、パキスタン
- マル、トルクメニスタン
- オシ、キルギスタン
- サマルカンド、ウズベキスタン
- 上海市、中華人民共和国
- 下関市、日本
- スラバヤ、インドネシア
- 西安市、中華人民共和国
- 広州市、中華人民共和国[345]
- カラチ、パキスタン
- 京都市、日本

アメリカ
- ブエノスアイレス、アルゼンチン
- カラカス、ベネズエラ
- ハバナ、キューバ
- ヒューストン、アメリカ合衆国
- スクレ、ボリビア
- メキシコシティ、メキシコ
- リオデジャネイロ、ブラジル
- トロント、カナダ

アフリカ
- カイロ、エジプト
- コンスタンティーヌ、アルジェリア
- ハルツーム、スーダン
- ラバト、モロッコ
- モガディシュ、ソマリア